# Historia de la provincia de Zamora

Mapa de la provincia de Zamora (1863)

La historia de la provincia de Zamora es una parte de la historia de España que se localiza en el área geográfica aproximada de la actual provincia de Zamora. Hubo estudiosos relevantes de la historia de la provincia, como el fraile medieval Juan Gil de Zamora, en el siglo XVI Florián de Ocampo (que ha dado nombre al Instituto de Estudios Zamoranos), e historiadores decimonónicos como Cesáreo Fernández Duro, Antonio Piñuela Ximénez y Ursicinio Álvarez, que pusieron la semilla de los historiadores que posteriormente aparecieron en el siglo XX. En 1989 se celebró el Primer Congreso de Historia de Zamora, con ediciones posteriores. La provincia ha tenido desde sus inicios tres ciudades históricamente importantes: Zamora, Toro y Benavente. En torno a ellas existen otros núcleos poblacionales con protagonismo y presencia en diferentes instantes de su historia.
La provincia de Zamora, por su especial orografía, es lugar de paso entre la Meseta Central y los territorios del norte. Su asiento geográfico se encuentra ubicado en el noroeste de la península ibérica y presenta llanuras, así como terreno montañoso. La frontera entre ambas se encuentra delimitada por el cauce del río Esla (segundo río de la provincia en caudal, tras el Duero). Esta geografía ha permitido que gran parte de la provincia fuese "lugar de tránsito" para los distintos ejércitos entre Castilla, León, Galicia y Portugal. Es por lo que algunas de sus ciudades eran convertidas en baluartes defensivos. Parte de su historia guerrera se encuentra reflejada en su propio escudo y en su bandera, denominada también "Seña Bermeja". El transcurso de la historia ha dejado muestras arquitectónicas del románico español, así como de modernismo. Coincidiendo con dos periodos de esplendor en la provincia.
Parte de la historia de la provincia de Zamora se encuentra narrada en forma de cantares como el Cantar de Sancho II y los de gesta en su lucha con los reinos musulmanes de al-Ándalus. Algunos cuentan hechos relevantes como el cerco de la ciudad de Zamora. El origen etimológico de la denominación Zamora ha dado lugar a diversas teorías, desde el posible origen vacceo del Ocellum Duri hasta el Samurah árabe, múltiples denominaciones y explicaciones a su origen se han dado. La provincia aparece oficialmente en el censo de Floridablanca (1789) y queda configurada tal y como se conoce en la actualidad el 30 de noviembre de 1833. En 1983 se constituye la comunidad autónoma española de Castilla y León y la provincia se incluye en ella, junto con otras ocho provincias españolas.
A lo largo de la historia se produjeron diversos despoblados debido a la migración causada por las guerras, quedando desértica sus ciudades. El esplendor económico y artístico de la provincia comienza en el siglo XI, justo cuando la población se ve incrementada en sus ciudades más importantes, aumenta el número de iglesias y se edifica la que será la primera catedral del Reino de León. Se establecen las instituciones religiosas y civiles. Nacen las tradiciones religiosas de la Semana Santa, y muchas de las costumbres de los pueblos rurales de la provincia se van afianzando. El declive se inicia tras la muerte de los Reyes Católicos, y se va acentuado lentamente tras la Guerra de la Independencia y posteriormente debido a la adaptación de la revolución industrial, poco a poco va sufriendo la región un despoblamiento de sus áreas rurales hacia las capitales. El fenómeno migratorio a otros países fue importante en la provincia durante mediados del siglo XX. Desde 1900 hasta 1986 disminuyó prácticamente una quinta parte de sus habitantes. Con la llegada del siglo XXI se inicia un concepto de renovación que puede verse en una mejora de las infraestructuras, convirtiéndose la provincia en una zona de conservación de la naturaleza y del patrimonio histórico, en el que se pueden disfrutar de parques naturales, de turismo rural y de áreas culturales. Se reactivan industrias tradicionales como la vitivinícola, la producción de queso.

## Primeros pobladores

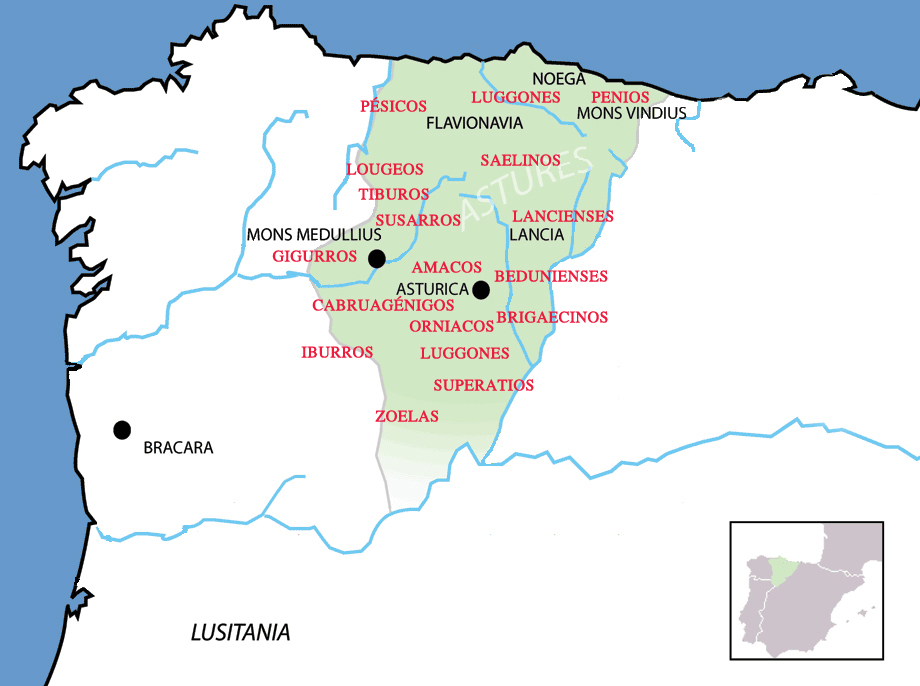
Demarcación de los Astures en los primeros tiempos.

Durante el periodo del Neolítico se desarrolló una cultura megalítica en la región, sobre todo en algunas zonas del norte como es el caso de la comarca de Aliste. Las excavaciones arqueológicas realizadas en la provincia muestran la existencia de diversas poblaciones habitadas desde los tiempos más remotos, algunas excavaciones muestran objetos empleados en la vida cotidiana, así como de pinturas rupestres. Joyas de oro y plata como los aparecidos en Arrabalde. Las muestras de arte esquemático encontrados en ciertas zonas de la sierra de la Culebra. Los centros de explotación de sal (denominados cocederos) en Villafáfila, los castros con sus disposiciones de piedras regulares que formaron parte de murallas defensivas (son famosas las piedras hincadas de Vivinera), todos ellos edificaciones militares que marcan zonas territoriales de vacceos y vetones y generalmente ubicados sobre los cerros (o acrópolis). La ubicación exacta y la catalogación de los castros de la provincia ha sido obra comenzada en los años setenta por el historiador Manuel Gómez-Moreno, posteriormente en los años ochenta se realizaron estudios clarificadores más detallados que finalizaron en la denominada Carta Arqueológica de Zamora. Estos castros se encuentran localizados cerca de los ríos, en llanuras donde se realizaban cultivos, o en algunos casos están unidos a la explotación de minerales como, por ejemplo, la variscita y mineral de hierro.
Una de las primeras agrupaciones que aparecieron en la provincia durante la Edad del Hierro (1200-400 a. C.) fueron un conjunto de poblados organizados, que corresponden a la denominación de celtíberos. Las agrupaciones en los castros se realizaban en el recinto intramuros. Los muros generalmente se encontraban rodeados de fosos y/o piedras hincadas a modo de defensa pasiva. En el sur de la provincia se encontraban los vetones. Hasta la llegada del Imperio romano no se formaron las agrupaciones importantes que formarán posteriormente las ciudades. Algunos poblados de vetones tenían como vía principal de transporte la que será posteriormente denominada la vía de la plata, espina dorsal del territorio vetón. Los celtíberos formaban parte de los celtas. Se trataba de pueblos con carácter seminómada, pastoril. De su vida en la zona quedaron diversos monumentos célticos, como el denominado Sombrero de Roldán que hubo en Pino y en Mogátar, ambos derribados por los vecinos en la esperanza de encontrar tesoros al haberse encontrado en el siglo XIX un becerro de oro en uno de ellos. En la actualidad se encuentran restos arqueológicos diversos a lo largo de toda la provincia, como los ortostatos de dolmen de San Adrián.
En la historia antigua de la península ibérica se sabe que los vacceos fueron los primeros en asentarse en poblados (oppida) dentro de un área denominada Octoduron (Ocelum Duri), igual hicieron los lusitanos (ocuparon la zona de Sayago), astures. Los vacceos ocuparon Toro que se denominaba arbacalla, fueron ellos los que lucharon contra los ejércitos cartagineses de Aníbal. Existen en la ciudad vestigios de la batalla mantenida contra el caudillo africano. La existencia de los vacceos está probada al menos desde el siglo IIIa Polibio relata —aunque él no fue testigo directo— la toma por Aníbal, en el 220 a. C. de los poblados vacceos de Helmántica (Salamanca) y Arbucala (Toro, provincia de Zamora). Los límites de las diferentes tribus ibéricas son proporcionadas posteriormente por el historiador romano Estrabón en su Geografía (Libro III) donde ya menciona el Οκελοδούρον (occellum duri) como poblado vetón. Posteriormente Ptolomeo describe la zona en su Geographia. Describe igualmente Plinio el Viejo en su Naturalis Historia (Libro IV) la región del Duero con una riqueza de detalles muy notable.
De la misma forma se cree por tradición que, tras su desembarco en Portugal, Tubal, el quinto hijo de Jafet, pasó por territorios de Zamora. Autores como Fray Juan de Marieta mencionan igualmente la llegada de hebreos que acompañaron a las tropas de Nabucodonosor II tras la conquista de los territorios fenicios por Malaka. Edificaron una sinagoga en Zamora y perduraron hasta la llegada de los Reyes Católicos. Restos de la decoración de la sinagoga acabaron en el altar de iglesia de Santa María la Nueva y posteriormente desaparecieron. Algunos autores indican incluso que la homilía titulada epístola a los hebreos se dedica especialmente a estos judíos zamoranos. De la misma forma se han encontrado rastros arqueológicos de poblados fenicios dispersos a lo largo de la provincia.
La denominación más antigua de la ciudad de Zamora puede proceder de la mansio y civitas Oceloduri (mencionada también como Ocelo Duri, Ocellodurum u "ojo del Duero"), asignada como un poblado de vacceos. La ubicación de este poblado y su asignación a la primitiva Zamora es objeto de discusiones. Algunos historiadores apoyan esta idea mediante el uso de toponimia y sostienen que se encuentra en el barrio zamorano de San Frontis. Otros investigadores sitúan a Ocelo Duri en el yacimiento del Alba de Villalazán. Esta población existió posteriormente en el periodo romano y fue un nudo de comunicación de las rutas antoninianas. Concretamente comunicaba Astorga con Zaragoza.

## Periodo de Hispania Romana

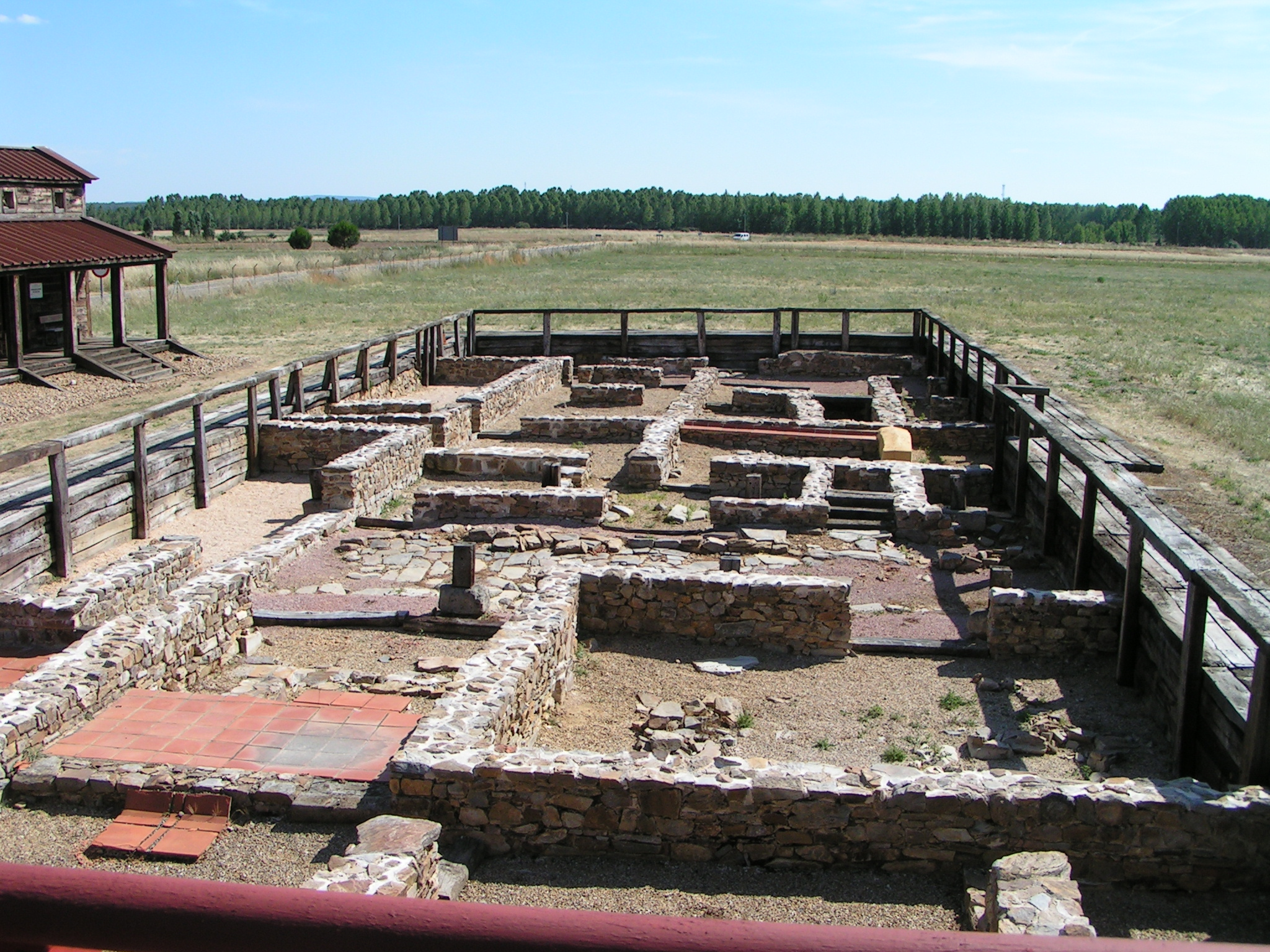
Petavonium fue una ciudad romana formada a partir de la cannaba del campamento de la Legio X Gemina en el valle de Vidriales, correspondiente a una zona ocupada por las actuales localidades de Santibáñez de Vidriales y de Rosinos de Vidriales (Zamora).

Regnum Visigothorum hacia 560. Se puede ver el área de Sabaria.

Tras el desembarco de las legiones romanas en la península en Ampurias en 218 a. C. y su posterior conquista, se produjeron diversos enfrentamientos bélicos a lo largo del periodo que comprende los siglos III y II a. C., entre la República romana y los distintos pueblos que habitaban la península denominados celtíberos. Estos enfrentamientos tuvieron una extensión temporal, muy desigual en la duración, existiendo diversas treguas, pactos, asedios y batallas. Durante este periodo de tiempo, comprendido por casi tres siglos, se contempla una progresiva romanización de la zona. Existen restos arqueológicos de esta época como es el caso de la villa romana de Requejo, en Santa Cristina de la Polvorosa,  descubierta en 1978 debido a una crecida del río Órbigo, o la villa tardorromana de Camarzana de Tera, entre los pueblos de Villalazán y Villaralbo, donde se encuentra la denominada Ciudad de El Alba. En este periodo de invasión se construyen las calzadas romanas, una de ellas es la calzada de la plata. Otra, en el sur de la actual provincia, en Sayago es la vía Dalmacia.
Cercano al año 197 a. C. los romanos demarcaron el territorio de Hispania en dos zonas separadas: la Hispania Citerior y la Ulterior. La provincia de Zamora se encontraba comprendida en la Ulterior, bajo el mandato de Lucio Mumio. Ya en el 143 a. C., durante el transcurso de la denominada guerra lusitana, el caudillo Viriato formó una coalición guerrera contra los romanos mediante varias tribus celtíberas. Viriato había escapado de las matanzas cruentas de Serbio Sulpicio Galba tres años antes y con las tribus leales de la zona inició una guerra de guerrillas que desgastaba la presencia militar de Roma. Su lucha se mantuvo durante varios años, derrotando sucesivamente a ocho cónsules romanos. Por cada uno de ellos añadía una banda roja (una faja de gules) a sus estandartes militares (origen de la bandera de Zamora). Su victoria se mantuvo hasta que fue asesinado aproximadamente en el año 139 a. C. por traición de sus propios lugartenientes.  En el año 178 a. C. el pretor Lucius Postumius Albinus celebra su triunfo tras la conquista de los vacceos y lusitanos durante su mandato en la provincia de Hispania Ulterior.
El cónsul Lucio Licino Lúculo tomó algunas legiones y se dirigió más allá del Tajo y luchó contra los vacceos en la ciudad de Caucia, tras ello se dirige a la ciudad de Intercatia, que según opinión de algunos autores la sitúan en la villa de Benavente. En esta ciudad habitaban los vacceos de acuerdo con Ptolomeo, y posteriormente en el siglo XVIII lo hizo el historiador Ledo del Pozo. De los emperadores romanos es Trajano el que más cerca estuvo de la provincia, cuando estuvo al mando de la Legión VII Gémina, en León.
Algunos autores anteriores al siglo XIX sitúan erróneamente la ciudad de Numancia  y su guerra en la provincia de Zamora. Otros historiadores antiguos como Fray Juan Gil mencionan precisamente que la propia Numancia es el origen de la actual ciudad de Zamora. Este error se mantuvo hasta que en el año 1856 el historiador Eduardo Saavedra descubre las ruinas de Numancia al norte de Soria, en la vía romana que iba desde Asturica (Astorga) hasta Cesaraugusta. Zanjando definitivamente el error de su ubicación, fijado por historiadores anteriores al siglo XIX. A pesar de ello durante varios siglos se denominó a la ciudad Numancia, y figura así en numerosos documentos oficiales.

### Decadencia del Imperio romano
Entre el 29 y el 19 a. C.  se producen las guerras astur-cántabras que afectan a la población de la provincia, debido a que asiste al movimiento de tropas romanas. Durante el mandato de Octavio Augusto la región se encontró libre de conflictos, denominándose la paz octaviana. La península quedó nuevamente demarcada y la provincia se encontraba en la frontera entre la tarraconense y lusitania. En este periodo de calma se propagó el cristianismo por los diversos pueblos la provincia. Ayudado por los caminos existentes, construidos en la época de decadencia romana (tal y como se describen en el Itinerario de Antonino), estos caminos dan pie a la creación de rutas comerciales importantes entre los pueblos del norte y del sur de la península.
Las invasiones bárbaras de diversos pueblos del norte (visigodos, alanos y suevos) provocaron la caída del imperio romano de occidente. Uno de los pueblos predominantes que cruzaron los Pirineos introduciéndose por la península ibérica al mando de Ataúlfo, los visigodos, establecen su capital en Toledo. Leovigildo, su sucesor, mantuvo combate con los habitantes del reino de León y tras ello en forma de castigo tala los árboles de los capos góticos (en la actualidad: Tierra de Campos). Los pueblos germanos, según los cronistas de la época, pronto «cambiaron la espada por el arado y se hicieron amigos» En la provincia de Zamora entraron los suevos y alanos, a las órdenes de Hermerico (héroe victorioso de la batalla de los montes Nervasos en León) y pone su capital en la antigua ciudad romana Bracara Augusta (actual Braga en el norte de Portugal). Pronto se convierten del arrianismo al cristianismo. Los visigodos fueron poco a poco tomando terreno a los suevos. El rey Walia anexa lusitania al imperio visigodo.

### Periodo Visigótico
Entre los siglos IV y VI existió un territorio semiautónomo denominado Sabaria. Ubicado entre los reinos Suevo y Visigodo. Dicha semiautonomía se reflejaría en la acuñación de moneda propia, pero esto parece ser una confusión con la ceca visigoda de Senimure-Semure, la Zamora actual. Sabaria cae en manos de Leovigildo. El primer rey visigodo que gobierna la provincia completa es Eurico, imponiendo las leyes teodoricianas a la región. El periodo visigótico llevó a una progresiva cristianización de la zona, levantando una nueva forma constructiva de iglesias en la ciudad de Çamora, algunos ejemplos como son la de Santa Leocadia, San Pedro de la Nave. Durante estos siglos, las mismas vías de comunicación fijadas previamente por los romanos, fueron empleadas y mantenidas por los visigodos. Existiendo una continuidad en los núcleos de población desde la desaparición de Roma hasta la Alta Edad Media. Las vías pecuarias (denominadas cañadas) se establecen en esta época. Las menciones más antiguas de Zamora datan de la época visigótica; en las Actas del Concilio de Lugo celebrado en 569, que aparece bajo la forma Semure, y se hace referencia a una de las iglesias pertenecientes a la diócesis de Astorga.
A mediados del siglo VIII llegan los árabes a la desierta ciudad de Zamora, la toman bajo su dominio y denominarían Azemur “olivar silvestre” (en árabe se dice: azemur زيتون) y Samurah “ciudad de las turquesas”. Los pobladores cristianos que permanecieron fueron respetados siempre que consintieran en pagar sus impuestos, el resto emigró al norte.

## Invasión musulmana / Periodo de Conquista cristiana
La invasión musulmana de la península ibérica abre un nuevo territorio de influencia denominado al-Ándalus que se integró inicialmente en la provincia norteafricana del Califato Omeya, para convertirse inicialmente en un emirato y posteriormente en un califato independiente del poder abasí. La victoria musulmana ante las tropas visigodas en la batalla de Guadalete dio paso libre a las posibles incursiones. Tras ello se produjeron diversas oleadas de invasión musulmanas que se iban adentrando en la península. Con el avance de la Reconquista iniciada por los cristianos de las montañas del norte peninsular, al-Ándalus inició su declive hacia el sur. La provincia de Zamora estuvo durante un breve periodo bajo la dominación musulmana y su provincia fue denominada Méreda. La población pasó a ser dhimmi, es decir cristianos en terreno musulmán. Las tropas de Alcama se hicieron pronto con la ciudad de Zamora. Entre cristianos y musulmanes se encontraba un terreno despoblado que supone en la actualidad la comarca de Aliste. El primer reino que comenzó el avance hacia el sur fue el de Asturias, siendo la ribera del Duero la frontera natural entre ambos.

### La frontera:Extrema Dorii

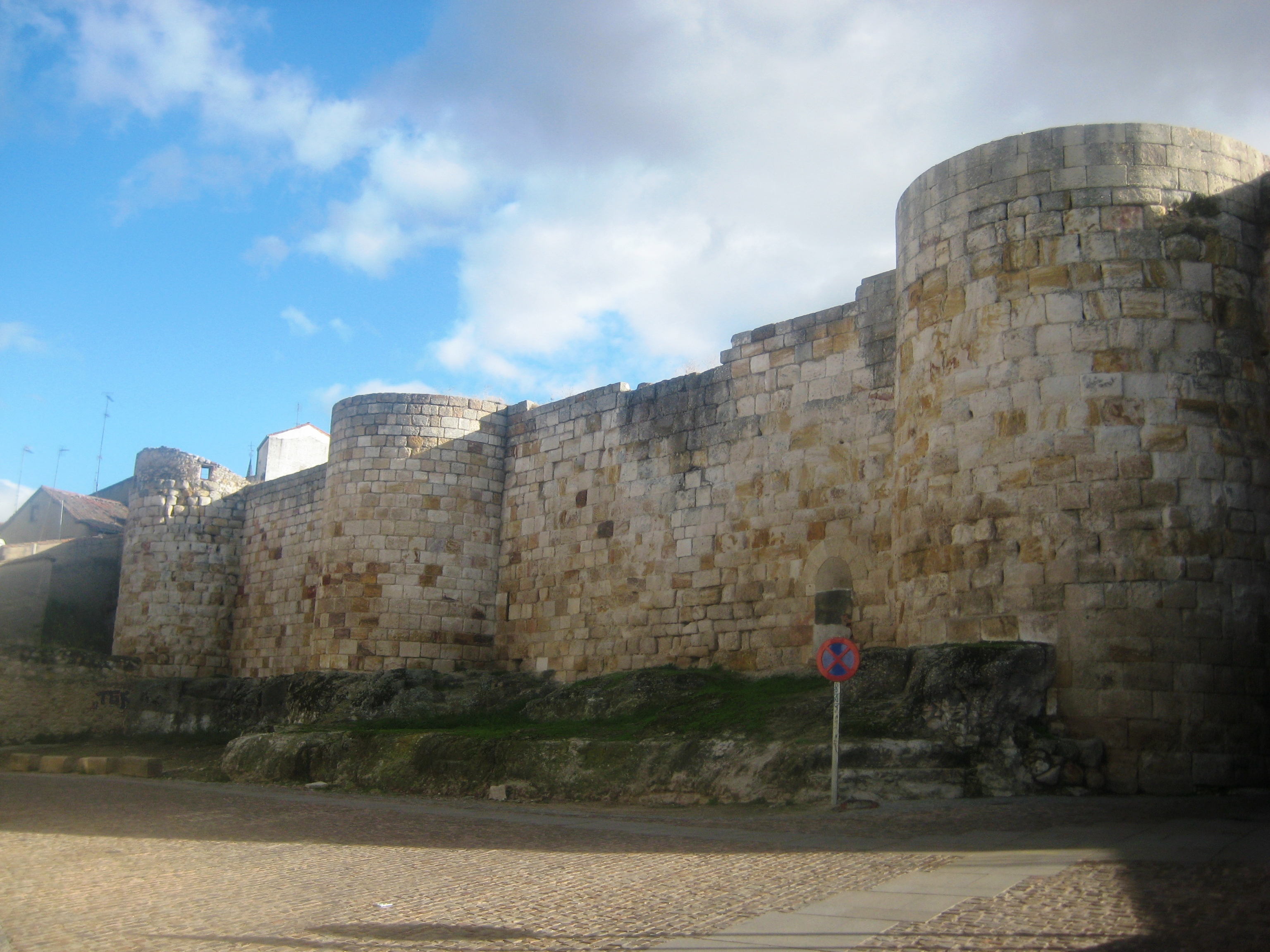
Las murallas de Zamora, paramentos de sillería repletos de historia. Se inició su construcción durante el reinado de Alfonso II. El asiento definitivo durante el reinado de Alfonso III. Su fortaleza hizo que se denominase popularmente a la ciudad como "la bien cercada".

Las incursiones militares de Alfonso I "El Católico" (yerno de Don Pelayo) sobre las tropas de Alcama dejaron vastas zonas de la provincia zamorana devastadas y desiertas de población, en lo que históricamente se denomina Desierto del Duero. Recupera Benavente y hace construir un castillo. En su lucha con las tropas de Abenhut en el año 748 por la ciudad de Zamora logra liberarla. No obstante careciendo de personal con que habitarla, abandona el recinto zamorano. Desde el 718 al 748 fue dominada por los musulmanes el área que se denomina en la actualidad provincia de Zamora. La facilidad con la que las tropas de Alfonso I logran la ciudad de Zamora hace pensar a algunos historiadores que la ciudad no estaba fuertemente amurallada por aquel entonces. Construida por alarifes toledanos. La rapidez del avance cristiano que no dio oportunidad de establecimiento de una logística, y la incapacidad para repoblar el terreno hizo que la zona fuera una área intermedia por ambos contendientes. No obstante, la ciudad comienza a nombrarse como Çamora en las crónicas musulmanas de esta época. Alfonso II "El Casto" inició también hostilidades con los musulmanes, siendo su primera victoria en Lutos, dominó en las comarcas ribereñas del Duero, dejando por espacio de medio siglo la zona inhabitada.
Gobernando Alhakén I en el Califato de Córdoba por el 811, encarga repasar con sus tropas la frontera del Duero recibiendo una dura derrota por parte de las tropas de Alfonso II. En un segundo intento envía a Omar, Wali de Mérida que ataca Benavente. Esta segunda incursión, que finalmente se produce en la batalla de la Polvorosa (o del campo de Mato) es igualmente reprimida por Alfonso II en el 812, y en ella nace la leyenda de la Virgen de la Vega como patrona de la ciudad que recogiendo piedras en su regazo las lanzaba a las tropas de Alhakén I. Dicha Virgen aparece desde entonces en el escudo de la ciudad. En una tercera incursión, el propio Alhakén I gobernando sus tropas agarenas sufre una última derrota frente a la ciudad de Zamora. En 834 el recién Abderramán II cruza de nuevo las lindes del Duero y comienza de nuevo su invasión. La ciudad tuvo durante el reinado de Alfonso II una incipiente muralla, siendo el castillo de Zamora erigido igualmente en esta época.
Posteriormente en el año 875 el joven e incipiente rey Alfonso "El Magno" a sus dieciocho años reúne un ejército en Asturias, y pasando por sucesivas batallas en Astorga y Benavente, llega a asistir a los habitantes de ciudad de Zamora de un asedio musulmán. Conquistada la ciudad por Alfonso III, es atacada de nuevo por las tropas de Almondhir, durante los asedios acontece un eclipse de Luna que se interpreta como mal augurio por los musulmanes asaltantes y esto obliga a Almondhir a calmar a sus tropas. Durante este asedio Almondhir toma un gran contingente de tropas, y se dirige a Benavente para hacer frente a Alfonso III que parte con gran ejército desde León. Finalmente se encuentran en Polvorosa donde acontece la batalla de Polvoraria a orillas del Órbigo. Alfonso logra detener el avance provocando un gran desgaste de tropas de Almondhir. En esta batalla intervino Bernardo del Carpio que por sus servicios solicitó al Rey la libertad de sus padres. Gracias a esta victoria la ciudad de Zamora gozó de un periodo de tres años de calma, intervalo que se aprovechó para fortificar e intentar repoblar la ciudad, así como el alfoz.
Alfonso III eligió Zamora como lugar de residencia y fue el primero que repobló las áreas desiertas de los pueblos del Campo Gótico. Las repoblaciones de este periodo se encuentran descritas documentalmente en la Crónica de Alfonso III. Este rey pasó tiempo viviendo en Zamora, en su testamento reparte su reino con sus hijos, quedándose él con la provincia de Zamora. La ciudad de Zamora estuvo vinculada durante los siglos VI y VII a Astorga. La perspicacia de Alfonso III se percató de la importancia geoestratégica de la ciudad zamorana, y pronto la dotó de murallas defensivas mejorando las existentes, almenas y la repobló con poblaciones del norte de España, así como mozárabes de Toledo, Coria o Mérida. La ciudad de Zamora creció en tamaño. Instaura en la ciudad un obispado: Atila Obispo de Zamora en el 905. Atilano, debido a su vida prodigiosa se convierte en patrón de la ciudad y cien años tras su muerte fue canonizado por Urbano II. Es en esta época en la que Zamora y Toro forman parte de la frontera sur del reino de León, en lo que se denomina Extrema Dorii (“los extremos del Duero”). Esta frontera irá desplazándose progresivamente hacia el sur, dando lugar al origen etimológico de Extremadura. El hijo de Alfonso III, García I "El Ambicioso" se dedica igualmente a repoblar y fortificar la ciudad de Toro con habitantes que trae de vasconia. De esta época es la Iglesia de San Juan de los Vascos (De los Gascos por corruptela). En este periodo de tiempo se construye además el Monasterio de Santa María de Moreruela que pertenece al Orden del Císter (Una inscripción data su fundación en época de Bermudo "El gotoso"). La posición de Zamora en este periodo que va desde el siglo VIII hasta principios del XI la hace tierra fronteriza entre cristianos y musulmanes.

### Reino de León y terror de Almanzor
Años después en el 914 fallece García I en el recinto de ciudad de Zamora, pasando el reinado por línea dinástica a Ordoño II que reunifica el reino de Lusitania y León. Ordoño acaba siendo substituido por Fruela II que finalmente reunifica el Reino de León. La ciudad aparecía a comienzos del siglo X fortificada y con sus barrios repoblados. A pesar de todo, desde comienzos de este siglo, recibe la ciudad nuevos ataques, siendo el primero de ellos Abul-Kassim, que tras un asedio a Zamora se enfrenta a las tropas cristianas en feroz batalla junto a la ciudad durante cuatro días, en los aledaños de la Peña de Francia. El fragor fue tan intenso que las crónicas mencionan a ese día de julio como el día de Zamora. A comienzos de la primavera de 939 se preparaba una nueva ofensiva por parte de Abderramán III, la invasión corría de parte del príncipe Almendahffar. La trayectoria de la ofensiva alcanzaba a Zamora. Llegando a las murallas de Zamora se encarga de formalizar su asedio a Ábdala ben Gamri y al Walí de Valencia. Durante el asedio, al oír las tropas musulmanas que el rey Ramiro II se acercaba a la ayuda de los zamoranos, formaron un contingente que se enfrentó en la batalla de Simancas. Tras la batalla regresa Abderramán al asedio contra Zamora, donde el 5 de agosto de 939 se celebra la batalla de Alhandic (denominada también del foso de Zamora). Esta batalla hizo que las tropas de Abderramán entraran finalmente en la ciudad. Pocos años duró esta dominación hasta que fue liberada la ciudad de nuevo en una incursión sorpresa realizada por Ramiro. En 949 se produce un terremoto capaz de cambiar el curso del río Aratoy (Río Valderaduey).
|                                                                        |
| Muestra las aceifas de Almanzor y las fechas en que fueron realizadas. |

|                                                           |
| Dominios del reino de León tras la batalla de Calatañazor |

Las luchas por conquistar la ciudad de Zamora, se repiten una y otra vez. La muerte de Ramiro II da inicio a la sucesión de Ordoño III que afronta numerosas rebeldías internas. Muchos reyes del reino de León pactan amistad con califas de Córdoba hasta que en 977 Almanzor aparece en escena. En 981 comienza la ofensiva contra la zona cristiana, rompiendo los años de paz anteriores. Una de las primeras razias las dirige contra los terrenos de la provincia de Zamora. Uno de los mártires cristianos de esta primera razia es Domingo Yánez Sarracino. Los avances por tierras zamoranas llegan hasta Benavente. La progresión de Almanzor amenaza a los reinos del norte de la península. El desconcierto en las ciudades cristianas finaliza en la batalla de Calatañazor en la que Almanzor se da finalmente a la fuga, hace que la presión musulmana en provincia disminuya. El resultado de estas batallas fue un nuevo despoblamiento de la zona. En 999 Bermudo II muere dejando el cetro del reino a su hijo Alfonso V, siendo este niño aún. Este hasta el primer tercio del siglo X repuebla las zonas de Benavente, Toro y Zamora. Impone durante estos años de paz el fuero de León en terrenos bajo influencia zamorana. En esta época es cuando se realiza el hallazgo de la Cruz de Carne.
La penúltima restauración de la ciudad corresponde al reinado Fernando I y se repuebla con habitantes procedentes de León concediéndoles un fuero especial en 1061. Empleando para ello modalidades de Presura. De esta reconstrucción de la murallas de Zamora queda el apelativo de la "bien cercada". Dentro de su cerco se encuentran los edificios más importantes, sedes del poder político y religioso. La calle principal o Rúa unía la Puerta Nueva con el Castillo, coincidiendo con el eje este-oeste y la zona de expansión de la ciudad extramuros. Fernando I es considerado el primer rey de Castilla (a pesar de que otros autores no piensan lo mismo) y de su unión con Sancha deja cinco hijos a repartir su reino. A Urraca recibe la ciudad de Zamora, el mayor Sancho de Castilla, Alfonso VI se queda con el Reino de León, García con Galicia y parte de Portugal, y Elvira la ciudad de Toro. Sancho pronto ambiciona las posesiones de sus hermanos. Entre los vasallos de Sancho se encuentra Rodrigo Díaz de Vivar (El Cid) que es el jefe de las tropas e investido caballero en la Iglesia de Santiago de los Caballeros cercana al Castillo de Zamora. La vida de este caballero que se hará denominar El Cid y Campeador dará origen a un cantar de gesta denominado Cantar de mío Cid. Desde el acceso al trono de Castilla de Sancho II los últimos días del año 1065 hasta la muerte de este rey en 1072, el Cid gozó del favor regio como magnate de su séquito.

### Cerco de Zamora
En el año 1072, Urraca de Zamora reina merced a la herencia de su padre Fernando I de León. Sin embargo el primogénito Sancho II de Castilla pretende este reino, y ataca a su hermana.
Tras un asedio que duró siete meses, Bellido Dolfos, al servicio de la ciudad, acabó con la vida de Sancho y dio por finalizado el cerco.

## Periodo de esplendor y repoblación
Este periodo histórico medieval deja un cierto número de ejemplos de muestras de arte románico en la provincia. El norte de la península ibérica inicia su desarrollo económico a partir del siglo XI con un concepto como el feudalismo. Una de las claves del motor de este auge fue el Camino de Santiago, vía que no solo facilitó el acceso de peregrinos europeos hacia Santiago de Compostela, sino que además favoreció el asentamiento de comerciantes y artesanos europeos en los principales núcleos de población de la ruta Jacobea. La repoblación de la zona continúa en el siglo XII, y con ello las principales ciudades continúan creciendo en tamaño. En Zamora se define, ya en el siglo XIII, el denominado segundo recinto. Se documenta la existencia de Francos en 1092 que se establecen en la ciudad de Zamora, en buena parte eran mercaderes y artesanos. Invitados por Raimundo de Borgoña yerno de Alfonso VI con el objeto de repoblar la ciudad. Dejando constancia de su existencia en la actualidad el nombre de la calle: "Rua de los Francos".
Desde el dominio de los Suevos se conocía a Benavente con el nombre de Ventosa, hasta que en el siglo XII la villa toma el nombre de Malgrat y aparece vinculada al proceso de repoblación del territorio emprendido por los monarcas leoneses. La repoblación de Malgrat fue llevada a cabo por Fernando II de León en 1164 concediendo un fuero que tres años más tarde fue renovado y ampliado: Fueros de Benavente. Este monarca reunió cortes en la fortaleza de la villa, repobló de gente el terreno e incluso llegó a morir en la ciudad. Se inician grandes obras civiles en Zamora, entre ellas la construcción del Puente de Piedra (Puente Nuevo), que sería el segundo de la ciudad tras el Puente Romano.

### Construcción de la catedral

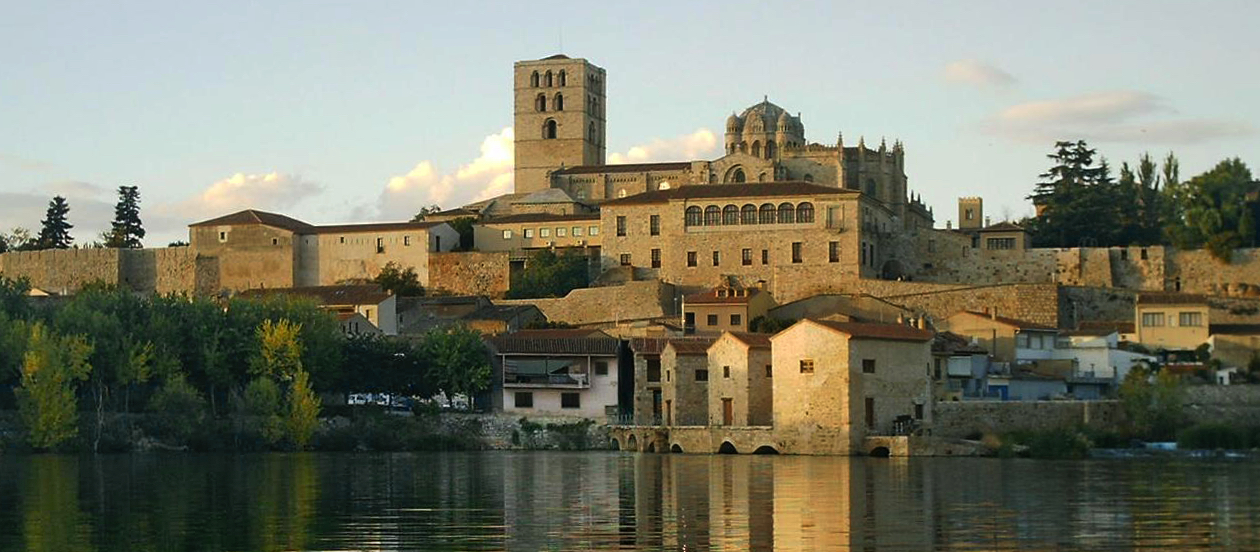
Vista general del castillo y catedral de Zamora (junto a la Torre del Salvador) a orillas del Duero. Desde esta vista pueden verse las tres aceñas.

La construcción de la catedral se atribuye al obispo Esteban, sucesor de Bernardo, levantada seguramente sobre el local de la anterior, en lo mejor de la ciudad, junto al castillo, y patrocinada por Alfonso VII el Emperador y su hermana, la infanta-reina Sancha Raimúndez. Respecto a las fechas de inicio y final de las obras de la catedral, no hay acuerdo entre los autores, si bien existen una serie de datos que permiten hacer algunas precisiones.
Tradicionalmente se ha admitido que la fábrica se alzó de un solo tirón en tan solo veintitrés años (1151-1174), como parece atestiguar un epígrafe situado en el extremo norte del crucero en el que se copiaron otros más antiguos referentes a la breve historia de la catedral y epitafios de los tres primeros obispos. El que nos interesa dice así:
Recientes y meticulosos análisis de la documentación existente han permitido asegurar que las obras, al menos las de cimentación, estaban ya en marcha en 1139, en tiempos del obispo Bernardo y que, a su muerte, ya estaban edificadas la cabecera, nave meridional y portada de este lado pues fue enterrado en el lado sur, correspondiendo la continuación de la construcción a Esteban que la consagró en 1174, aunque este último detalle no supuso la terminación de las obras, ya que las mismas continuaron durante el obispado de su sucesor, Guillermo (1176-1192), que levantaría el transepto y el cuerpo de la iglesia, en tanto que el claustro y la torre estaban en obras en el primer tercio del siglo XIII.
La insólita celeridad de su edificación se tradujo en una unidad de estilo poco frecuente en aquel siglo y en una extrema austeridad decorativa, más propia de lo cisterciense que de otros templos coetáneos de la península. Aun así, se proyectó según los cánones borgoñones clásicos y, sobre su marcha, se introdujeron sustanciales novedades en la cobertura por influencia cisterciense y oriental. Las bóvedas de ojivas de su nave central son de las más tempranas de España y anuncian ya el gótico. Un solo maestro, anónimo como es habitual, la proyectó y dirigió su construcción. Para Gómez-Moreno era foráneo y figura de primer orden, seguramente francés traído por el obispo Bernardo, y hubo de estar en contacto con los maestros al servicio de los normandos en Sicilia, donde los orientalismos estaban al orden del día. Sin embargo, no se le puede identificar con el "Guillermo maçonerius" o el "Munendo pedreyo" que figuran en documentos de la época, ni tampoco con el "magister Oddo" que aparece dirigiendo los trabajos en 1182. Su personalidad habría de imponerse a otras en otras construcciones del valle del Duero, especialmente en Toro, Salamanca, Ciudad Rodrigo y Benavente. En las últimas fases debió intervenir el maestro Fruchel cuya presencia está documentada entre el 1182 y 1204.
Denominada en algunas ocasiones como la perla del siglo XII de estilo bizantino y claustro para canónigos que respeta la orden de San Benito, fue inaugurada oficialmente el 15 de septiembre de 1174. La construcción de este templo inspiró en el siglo XII a otros edificios cercanos como fue la Colegiata de Santa María la Mayor (La denominada colegiata de Toro), así como la vecina catedral Vieja de Salamanca, formando lo que se ha venido en denominar los cimborrios del Duero. Debido a sus cúpulas de fábrica de características muy similares. La función militar de la Torre de la Catedral se verá confirmada en diversos sucesos históricos en los que sirvió de bastión.

### Independencia de Portugal

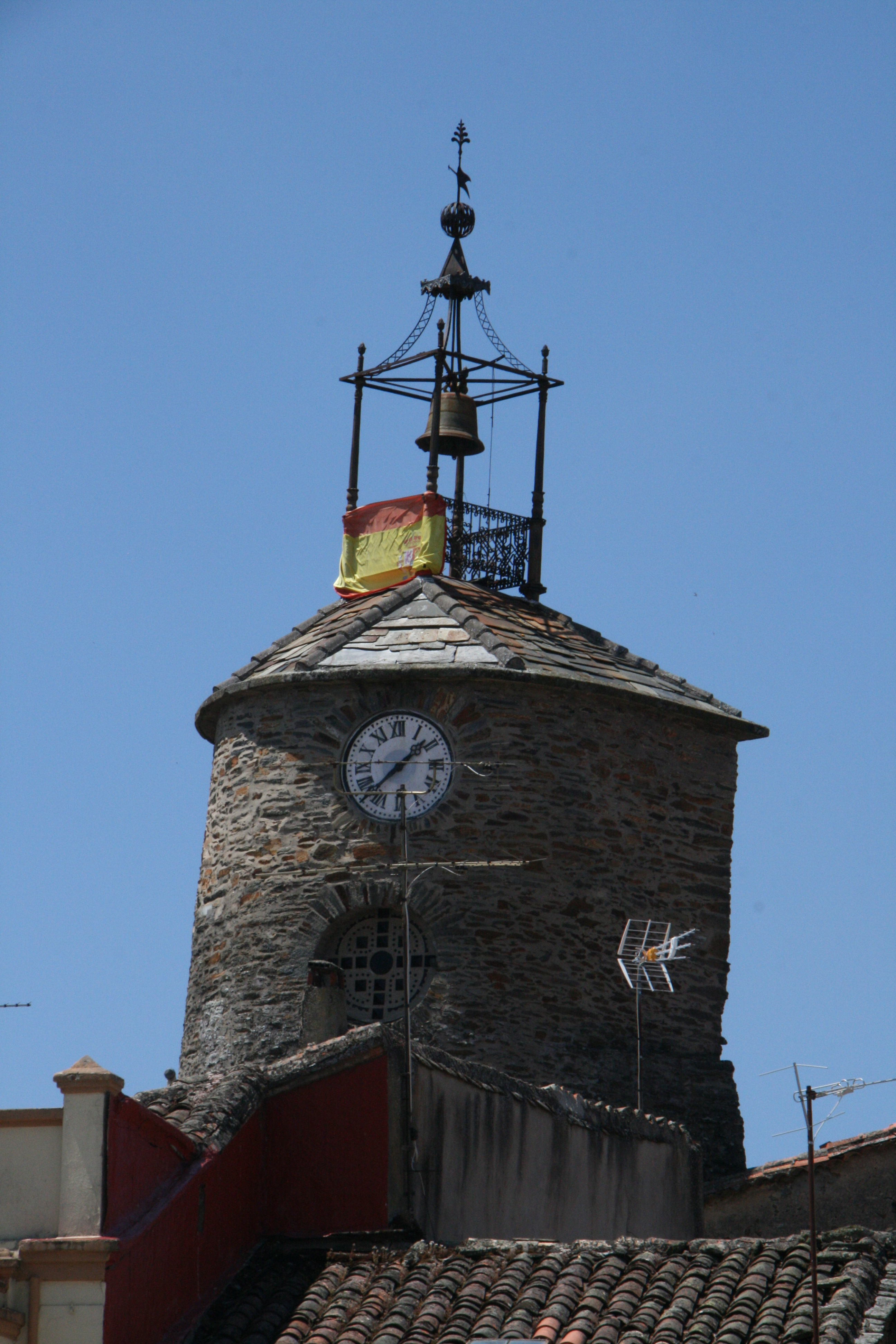
La torre del reloj en Alcañices es frontera y origen de uno de los últimos asentamientos de los caballeros templarios. Forma parte del recinto amurallado de la Villa.

Siendo que la región dejaba de ser frontera de los reinos de al-Ándalus, pronto sería paulatinamente frontera de otro reino cristiano: el Reino de Portugal. La conferencia de paz entre el rey Alfonso VII de León y Castilla y su primo Afonso Henriques, rey de Portugal. Como resultado, el 5 de octubre de 1143 fue reconocida la independencia del nuevo reino, que quedó reflejada en el Tratado de Zamora, que marca de manera oficial el nacimiento de Portugal como estado independiente. Alfonso VII reconoció como monarca a Afonso Henriques por su deseo de ser emperador y necesitar, por tanto, reyes que fueran sus vasallos, aunque una vez logrado el reconocimiento, el portugués siguió una línea de completa autonomía. Se establece la denominada raya de Portugal, del que la provincia de Zamora posee una cierta sección. Durante esta época la región fue residencia de los caballeros templarios. Una de los primeras casas de la orden en San Salvador de Toro, extendiéndose posteriormente la orden a ambos lados de la reciente frontera con Portugal. Se produce en 1158 el Motín de la Trucha que se traduce en una revuelta popular urbana acaecida ese mismo año. La rebelión urbana es iniciada en el mercado de la villa por un zapatero y desear comprar una trucha a un despensero denominado Gómez Álvarez de Vizcaya, que intentó dar preferencia a un Noble Castellano en la compra, dicha injusticia causó una rebelión en la que murieron un número indeterminado de nobles de la ciudad. No existen crónicas objetivas y coetáneas que la describan. El caballero Ponce Giraldo de Cabrera que tanto poder hubo adquirido durante el reinado de Alfonso VII y que es denominado Príncipe de Zamora muere en 1169.
El rey Alfonso VIII de Castilla que en un rápido avance hasta las playas del sur, desafía a toda la tropa mora en las playas de Algeciras, sin esperar la llegada de los refuerzos que acuden desde el norte ataca inoportunamente perdiendo en la batalla de Alarcos, haciendo que se desestabilizara por completo al Reino de Castilla y frenara todo intento de reconquista. Las tropas asaltantes lograron devastar la provincia hasta lograr llegar hasta tierras de Alba de Aliste y Castrogonzalo. La situación se mantuvo hasta que en 1212 se presenta batalla en Navas de Tolosa que abre paso a los reinos cristianos al sur de la península. Zamora, Toro y Benavente habían aumentado de población y crecía su protagonismo en forma de juntas de gobierno, construcciones de ejércitos, cortes, etc. De la misma forma aumentó el número de edificios institucionales y religiosos. En 1219 Domingo de Guzmán se instala en Zamora y Toro extendiendo la Orden de Predicadores (Dominicos) por las tierras zamoranas. El Alfonso IX de León concede a las huestes zamoranas la posibilidad de incluir el puente romano de Mérida junto al brazo de Viriato en el escudo zamorano debido a su participación en la batalla contra Aben-fuit. Dicha gesta y la cesión del monarca castellano se encuentra en una lápida de la Puerta de Olivares. En 1230 firma Alfonso IX la Concordia de Benavente. Su sucesor Fernando III se corona en la ciudad de Toro, estando en Ávila en 1232 confirma los antiguos privilegios concedidos a la ciudad de Toro. Al igual que fue favorecida por Sancho IV de Castilla (sucesor de Alfonso X el Sabio). El primer historiador zamorano, Juan Gil de Zamora, amigo personal de Alfonso X y preceptor de Sancho IV, escribirá dos libros exaltando las glorias de Zamora; al primero lo titula: «Liber de praeconiis civitatis Numantiae» y, al segundo, «Thesis nodosa an Zamora sit Numantia». En esta época se crea en Zamora la Real Cofradía de Caballeros Cubicularios de Zamora encargados de custodiar el cuerpo de los Santos: San Atilano y San Ildefonso.

La Seña Bermeja, símbolo de la ciudad de Zamora, con sus ocho bandas de gules representando las ocho victorias de Viriato contra los cónsules romanos; la de verde esmeralda fue concedida por los Reyes Católicos como reconocimiento por el apoyo prestado en la decisiva batalla de Toro a la Guerra de Sucesión de la Corona de Castilla.

Siendo rey Fernando IV de Castilla, que en 1302 contraería matrimonio con la infanta Constanza de Portugal, hija del rey Dionisio I de Portugal, se firmó el tratado de Alcañices como un acuerdo bilateral suscrito en 1297 entre el reino de Castilla y el reino de Portugal y firmado por el rey Fernando IV "El Emplazado", en cuyo nombre, por ser menor de edad, actuaba la reina María de Molina, y por el rey Dionisio I de Portugal. Fue rubricado el día 12 de septiembre de 1297 en el municipio zamorano que le da nombre (en la localidad alistana de Alcañices), dando lugar a una de las fronteras más antiguas de Europa. El duque de Lancaster, pretendiente de la Corona de Castilla con la ayuda del Pedro Alfonso, Maestre de la Orden de Avis que penetran en territorios de Aliste. Bajo las órdenes de Ponce de León las tropas zamoranas con el estandarte de la seña bermeja participaron en la batalla del Salado. Las tropas zamoranas participaron igualmente en el sitio de Gibraltar. En la crónica rimada de Alfonso XI se comienza a ver las desavenencias del rey con los nobles zamoranos en la ciudad de Toro.
Se abre un periodo conflictivo entre los nobles de Castilla que finalizará en el año 1479. En este periodo muchas ciudades de la provincia se encontraban desgobernadas y llenas de bandos, luchando los uno contra los otros. Durante el estallido de la primera Guerra Civil Castellana entre los partidarios del rey Pedro I (pedristas) y los de Enrique II de Castilla (enriquistas). El comienzo se produce en un concilio que se celebra en el año 1354 en la localidad de Tejadillo, pueblo cercano a Toro, en el que Pedro I instiga a nobles aragoneses. Enrique II logra sofocar este primer intento gracias a la rápida intervención de un ejército armado en Burgos. El resultado final de la guerra, decidido en la batalla de Montiel, resultó favorable a Enrique II de Castilla que fue declarado rey, y la dinastía Trastámara se instaura en Castilla. En este periodo nace en Zamora, Juan de Mella que llegó a ocupar altos cargos en Roma y en la actualidad posee capilla en la catedral denominada "del Cardenal". Durante el reinado de Enrique IV de Castilla se producen actos contra los judíos que habitan en las ciudades zamoranas. Una de las mayores aljamas de la zona cristiana se encontraba en Zamora. De la misma forma los nobles zamoranos mostraban desarreglo con el rey Enrique IV y era frecuente que hubiese motines y algarabías en Zamora, Toro o Benavente.

### Reinado de los Reyes Católicos

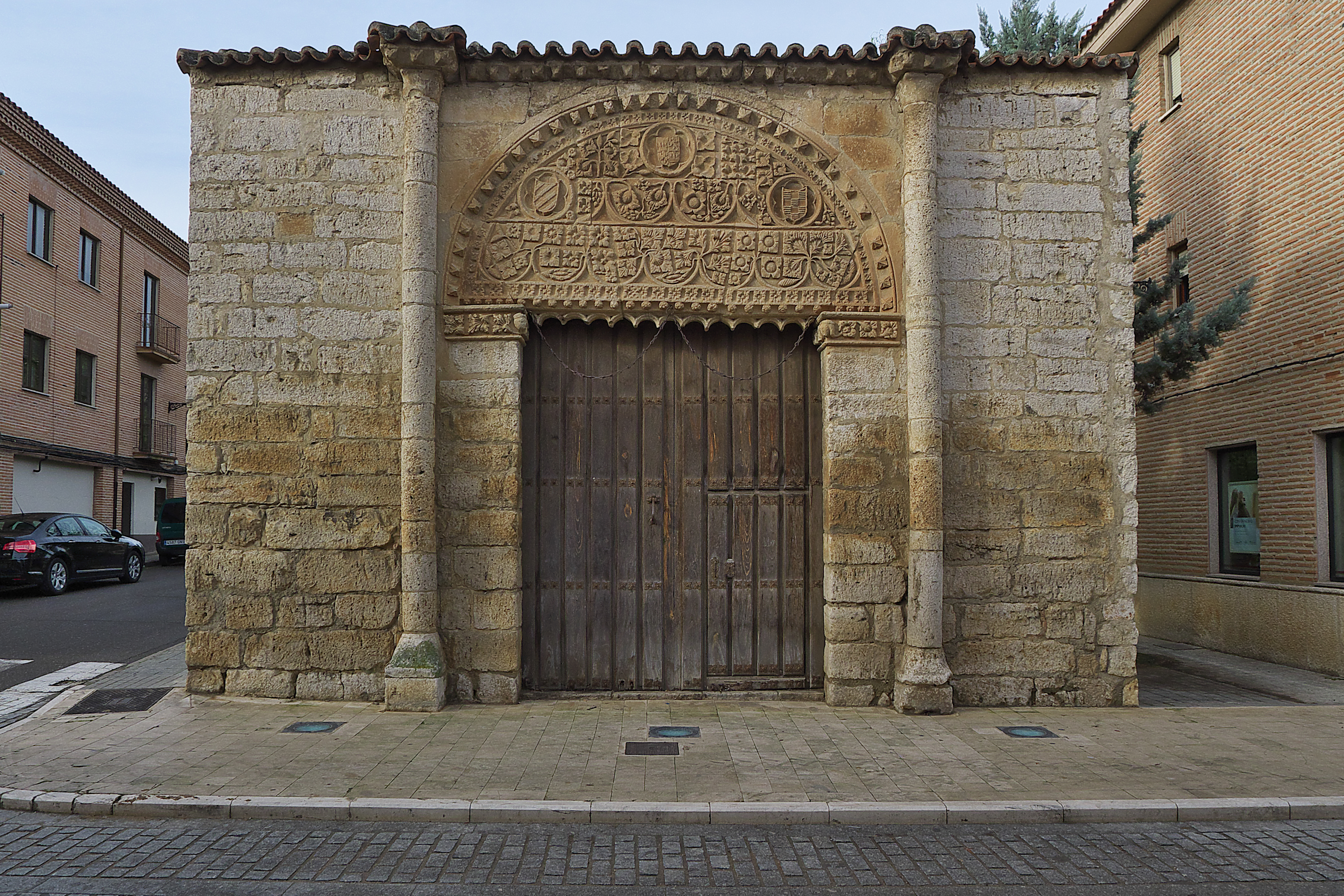
Palacio de las Leyes de Toro

A la muerte de Enrique IV se proclamó como reina su hermana Isabel y su marido Fernando, este suceso tuvo sus detractores dando lugar inmediatamente a la Guerra de Sucesión Castellana que fue un conflicto bélico existente en la zona desde el año 1475 a 1479 en el que se dirimió la sucesión de la Corona de Castilla. Zamora, Benavente y Toro mantenían lealtad jurada a Isabel. A la cabeza del bando opuesto se encontraba Juana la Beltraneja (denominada en Portugal como la excelente dama) que contaba con el apoyo del marqués de Villena y del rey portugués Alfonso V. El conflicto comenzó cuando Alfonso V de Portugal, en ayuda de Juana, traspasa la frontera entre ambos países y toma al asalto las ciudades de Toro y Zamora.
Estando Aldonza de Castilla en el alcázar de Toro se vio obligada a capitular por el ataque de Alfonso V. Mientras tanto avanzaba de Extremadura un ejército leal a Isabel y Fernando que iba atacando los castillos portugueses de la frontera desguarnecidos por haberse sumado al grueso de la fuerza que se encontraba en Toro. Alfonso se encontraba atacando Castrotorafe que se resistía con soldados en el castillo, cerrando su paso de avance a Burgos. Fernando se presentó delante de Toro con un gran ejército que iba reclamando Isabel desde diferentes partes de los reinos de Castilla. Mientras se cercaba para el asedio igualmente la ciudad de Zamora que estaba bajo poder de tropas de Alfonso V de Portugal, se movían tropas para cortar las líneas de abastecimiento por Fuentesaúco y Alaejos. El 1 de marzo de 1476 se produce la doble Batalla de Toro, las tropas de ambos bandos se encontraron en Peleagonzalo y allí las tropas comandadas por Mendoza fueron las primeras en atacar a las comandadas por Juan de Portugal. La primera parte de la batalla terminó, con victoria para Fernando; la segunda, con victoria del príncipe heredero Juan de Portugal. La batalla fue favorable a los Reyes Católicos que desbarataron las tropas portuguesas. Alfonso regresó a Portugal con Juana tras la desastrosa batalla. La victoria afianzó a los Reyes Católicos en su reinado.
Tras esta batalla se hizo que los estandartes zamoranos incluyeran una banda de tafetán verde (denominada de la esmeralda), como reconocimiento al apoyo prestado por Zamora a la reina Isabel durante la Batalla de Toro. Tras esta batalla fue necesaria además la ayuda de Alfonso de Aragón para liberar a la ciudad de las tropas portuguesas afincadas en el castillo de Zamora. En mayo de 1476 se dicta carta de privilegio a la ciudad de Zamora para que haya una vez al año una feria "franca de alcabala", feria que se denominó botijero. Se establecen las vías pecuarias y nace el concejo de la Mesta y concretamente la Cañada Real de la Plata que atraviesa parte de la provincia. Florece el comercio y la producción lanera en la provincia.
En 1492 cae el Reino de Granada, dado por terminada la Reconquista, al mismo tiempo que Cristóbal Colón solicita audiencia a la Reina. En este periodo del reinado de los reyes católicos las ciudades importantes de la actual provincia sufrieron un importante auge económico. El mismo año de la caída de Granada se produce la expulsión de los judíos. En la ciudad de Zamora existían dos juderías: la judería vieja en la denominada Puebla del Valle y la denominada judería "Nueva" que se encontraba en la Puebla del Valle. Tras la expulsión en 1494 los Reyes ordenan al corregidor Pedro de Maluenda que venda en pública almoneda y con los maravedís de la venta se pague a los magnates que percibían antes por conceptos judiegos (ariendos). A pesar de ello las ciudades de la actual provincia de Zamora crecen en población, se instaura una Casa Consistorial en la Plaza Mayor. Se construye una alhóndiga (almacén de grano), se alinean calles en Zamora. En Toro el obispo toresano Juan Rodríguez de Fonseca crea un Hospital de beneficencia denominado del Obispo. La evolución de la provincia y el desarrollo de su mundo rural, se conoce a partir de esta época de comienzos del siglo XVI, gracias a información tributaria documentada en los diezmos.
A la muerte de Isabel en 1505 se reúnen las cortes en la ciudad de Toro, y promulgan las leyes homónimas por indicación del testamento de la reina. Se inicia un periodo de inestabilidad política tras la muerte de la reina Isabel. Meses después se proclama como la reina Juana I de Castilla junto con su consorte Felipe I. El cardenal Cisneros fue regente en dos ocasiones, tras la muerte de Felipe "El Católico", y posteriormente tras la muerte de Felipe "El Hermoso". Felipe "El Hermoso" perteneciente a la línea de los Habsburgo, deja como hijo a Carlos que será rey de España.

### Zamora en el «Nuevo Mundo»
Algunos zamoranos participaron en el descubrimiento de América así como de algunas de sus expediciones. Muestra de ello es la denominación homónima existente en América de poblaciones con Zamora. Algunos zamoranos formaron parte de los conquistadores españoles; entre ellos se destacan Diego de Losada fundador de Caracas, y Diego de Ordás (hidalgo de Castroverde de Campos) en 1511 en la conquista de Cuba. Siguiendo posteriormente a Hernán Cortés en la conquista de México que se acompañó de Pedro Arias de Benavides, Alonso de Mercadillo y Diego de Mazariegos. Todos ellos pusieron nombre de Duero a un río mexicano. Algunas ciudades toman el nombre de Zamora debido a la presencia de colonos zamoranos como es el caso de Zamora de Hidalgo en Michoacán de Ocampo y su municipio (México). Acompañaron igualmente a Pizarro en la conquista del Perú los zamoranos Alonso Briceño y Juan de la Torre miembros de los trece de la Fama. En Zamora (Ecuador) y su provincia de Zamora Chinchipe, los municipios Zamora en Miranda y Aragua en Venezuela y Nueva Granada. Existen otros ejemplos de lugares con el nombre de Toro como Toro (Valle del Cauca) en Colombia y Benavente (Puerto Rico).

## Zamora en el reinado de los Habsburgo
Tras la proclamación de Carlos I, y al poco de llegar a la Península se desata en Castilla un levantamiento de Comuneros. Aunque en la provincia se mantiene en relativa calma durante el conflicto armado, el obispo zamorano Antonio de Acuña es partidario de los comuneros y se enfrenta a las tropas de Carlos I con sus clérigos en demanda del arzobispado de Toledo. Durante la última fase del reinado de los Reyes Católicos se inicia la conquista de Navarra y en 1521 se produce la batalla de Noáin con tropas alistadas por ordenanza en Zamora y Toro. Otros contingentes se dirigieron a defender las posiciones de Carlos I contra los comuneros, las ciudades como Zamora, libres de la presencia de Nobles se amotinaron y se alzaron a favor de los comuneros. Padilla, uno de los dirigentes comuneros se dirigió a Toro a tomar control de la situación y recabar nuevas tropas. En el año 1571 la capital zamorana contaba con 44 iglesias.
El proceso de la Guerra de las Comunidades se liquida definitivamente a favor de Carlos I en la batalla de Villalar el 23 de abril de 1521. El caballero toresano Juan de Ulloa en Villalar, al ver a Padilla rendido, le hace una herida en la cara. Se realiza en 1591 un primer censo de la Corona de Castilla, y su resultado queda reflejado en el Libro de los millones, donde se anota una población de 20 313 habitantes (De los cuales 1695 viven en la capital). La provincia de Toro aparece reflejada en este censo con 10 642 habitantes (De ellos 2314 viven en la ciudad de Toro), esta provincia estuvo vigente entre los años 1528 y 1804. Se realiza la remodelación de parte de la Plaza Mayor que llevó aparejada entre 1484 y 1495, la edificación del Hospital de Sotelo en 1526 o, más adelante, el Hospital de la Encarnación en 1629. La población durante mediados del siglo XVI fue disminuyendo debido a las continuas sacas de soldados, los esquilmos debido a los alojamientos de 'soldados de paso'. La catedral de Zamora es renovada en la portada y el claustro, trabaja en ellos el tracista real Juan Gómez de Mora.
Tan pronto se alzaron pendones en Zamora el 8 de abril de 1556 por Felipe II se hizo encarecer el pan. Este mismo año una crecida del Duero anegó las tierras de la ribera provocando una escasez de cosechas. A la par nacía en Zamora y Toro diversos movimientos luteranos que pronto se sofocan. Durante la crisis sucesoria portuguesa de 1580 las regiones zamoranas prestaron su ayuda, y de Puebla de Sanabria el conde de Benavente parte con un millar de soldados zamoranos y penetra en Portugal apoderándose de Braganza durante más de un año hasta que acude a Puebla al saber que La Coruña rodeada por tropas ingestas. Durante esta época Portugal estuvo adscrito a la casa de Austria. Debido al decreto de Felipe III para la expulsión de los moriscos varias familias salen de Toro, decayendo a causa de esta migración las industrias de tejido y tintes.

## Zamora durante los primeros Borbones:SigloXVIII
Durante la Guerra de Sucesión, los territorios zamoranos fueron leales al nuevo rey Borbón Felipe V. Las tropas zamoranas protegieron la frontera con Portugal por Alcañices y Carbajales. Durante el periodo de conflicto se arruinaron algunos sectores industriales incipientes, como fueron los telares de Carbajales y Alcañices. Felipe V deslazó diversos especialistas desde Navarra, Toledo, Segovia para que reactivara la industria textil en la región. El conde-duque de Olivares, tras perder el favor de Felipe IV, decide en 1645 pasar sus últimos días en la ciudad de Toro alojado en la casa del marqués de Alcañices, lugar donde finaliza sus días. En 1602 llega a la ciudad de Zamora el rey Felipe III acompañado de su esposa Margarita de Austria.  Muchas de las principales localidades acusan el terremoto de Lisboa de 1755, viéndose afectadas las estructuras de edificios con desperfectos diversos.
Es Carlos III quien concede el 12 de diciembre de 1772 a Zamora el título de la "Muy noble y muy leal ciudad". Se emprenden reformas urbanas importantes en las ciudades de Toro, Benavente y Zamora. De la misma forma, establecen industrias: fábricas de salitre, de botones, sombreros. Un año después promulga una prohibición de sacar imágenes en caso de sequías, algunas celebraciones litúrgicas tradicionales en la ciudad de Zamora quedan abolidad: un caso es la festividad de las Cuarenta Horas. Se celebra en febrero de 1778 y en el Consistorio de Zamora la primera reunión de los Sociedad Económica de Amigos del País. En 1788 la ribera del Duero sufre una crecida que afectó a la producción agrícola y facilitó la evolución de diversas enfermedades contagiosas. En España se comienza a construir una red viaria, con estructura radial, que dejará a los principales centros económicos de la región en una periferia que afectará al desarrollo económico y social futuro de la misma.

## La provincia de Zamora en elsigloXIX
La provincia de Zamora aparece denominada como tal por primera vez en el censo de Floridablanca de 1789. En 1809 al hacerse la división de España con departamentos la provincia de Zamora se refunde con la de Salamanca, pasando Salamanca a ser su capital. En 1822 vuelve la provincia a su composición original. Quedando configurada, aproximadamente tal y como se conoce en la actualidad, en la división territorial realizada el 30 de noviembre de 1833, que por Real Decreto se determina su composición en 196 pueblos repartidos en siete partidos judiciales: Alcañices, Benavente, Bermillo de Sayago, Fuentesaúco, Puebla de Sanabria, Toro y Zamora. Se agregó un año más tarde en mayo de 1834 el partido de Villalpando. En dichos casos, la provincia de Zamora forma parte de la Región Leonesa. La superficie de la provincia ocupa tras esta división, un poco más del 2 % de la superficie de España. En lo judicial la provincia fue sujeta a la Audiencia Territorial de Valladolid. La capital, Zamora, posee a mediados del siglo XIX apenas 12 000 habitantes e inicia un lento proceso de modernización. En 1897 es cuando se creó la primera Junta de Cofradías para la celebración Semana Santa.

### La provincia en la Guerra de la Independencia

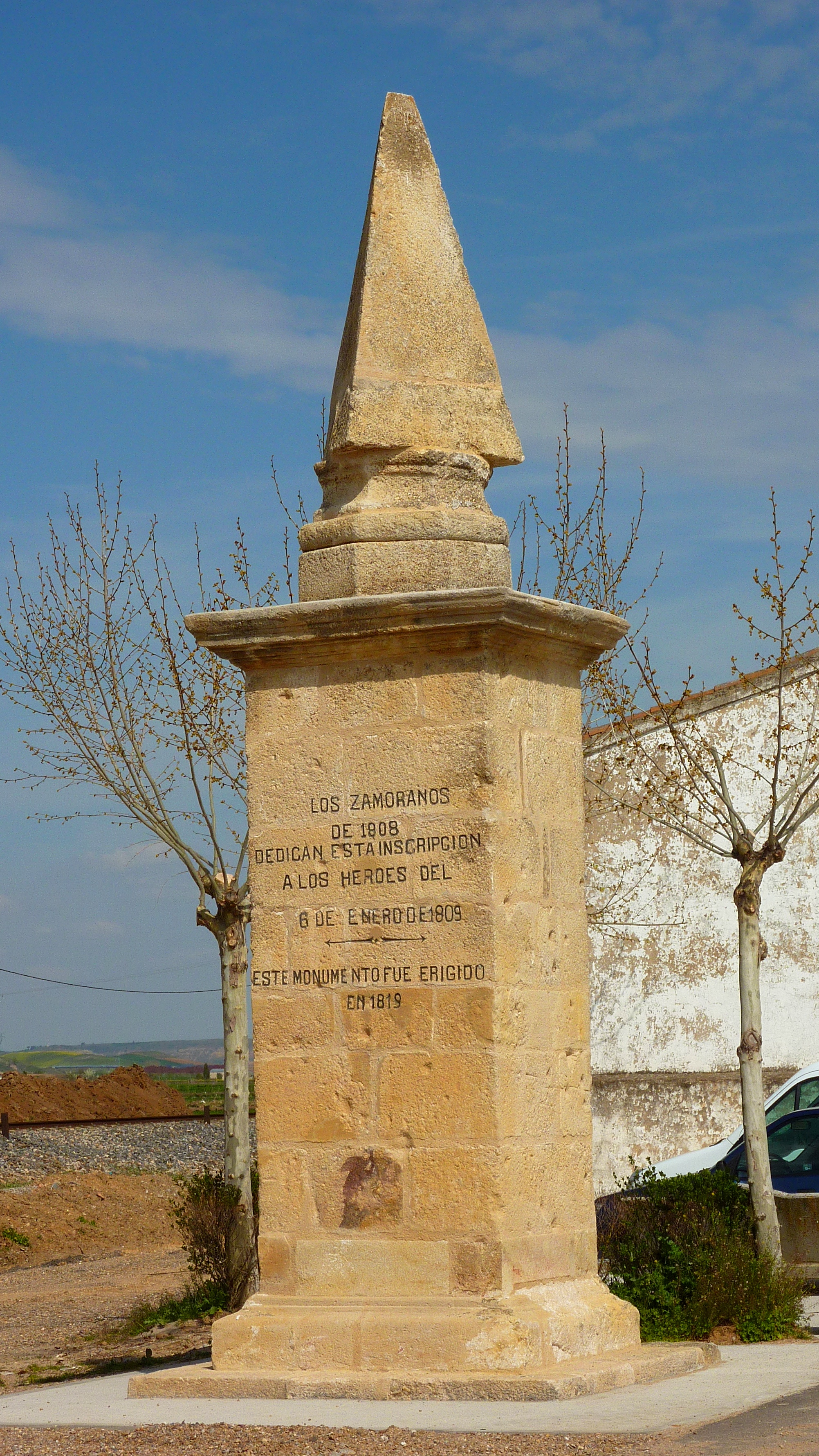
Obelisco en honor a los héroes de la batalla de Villagodio contra las tropas napoleónicas.

El motín de Aranjuez acaecido el 18 de marzo de 1808 por las calles de esta localidad y el ascenso al trono de Fernando VII (tras la abdicación de Carlos IV) trajeron como consecuencia el levantamiento del 2 de mayo. Durante la Guerra de la Independencia en 1808 la provincia tuvo un destacado protagonismo por haber sido zona de paso de los ejércitos que traspasaban la frontera de Portugal. La producción de trigo y cebada en gran proporción fue dedicada a suministro de alimentos de la Grande Armée de Napoleón. La sublevación contra las tropas francesas se produjo el 2 de junio, la revuelta estuvo dirigida por el zapatero Jacinto Herrero. Existe discrepancia sobre esta fecha, debido a que las actas del consistorio mencionan el 31 de mayo de ese mismo año. En la capital se forma una Junta de Armamento y Defensa de Zamora y el General Gregorio García de la Cuesta publica una proclama requiriendo el alistamiento a los zamoranos. A pesar del alzamiento la Junta de Gobierno se encontraba en comunicación con el gabinete de la Suprema Junta de Gobierno de Murat en Madrid. El día 8 de junio se procede al alistamiento de armas, y mediante orden consistorial se ordena aprovisionar plomo para elaborar munición en las cercanías del castillo de Zamora. Parte de los abastecimientos parten, por orden del General Cuesta a Valladolid.
Los zamoranos salieron al encuentro de las tropas Napoleónicas en el puente de Villagodio, sobre el río Valderaduey, a tres kilómetros de la ciudad, donde trabaron con los franceses una sangrienta y desigual pelea que duró tanto como la luz del día; viéndose al fin en la necesidad de retirarse cerca del anochecer ante su situación de inferioridad manifiesta, tras contar con la pérdida de ciento treinta zamoranos muertos y doble número de heridos, no sin antes haber causado bastantes bajas en las filas enemigas. La temeraria hazaña es recordada mediante un obelisco conmemorativo, en el que figura la siguiente leyenda:

Los zamoranos de 1908 dedican esta inscripción a los héroes del 6 de enero de 1809. Este monumento fue erigido en 1819

Tras la batalla de los Arapiles el ejército francés se bate en retirada a los Pirineos. Se constituye el 10 de octubre de 1813, siguiendo lo dispuesto en la Constitución de Cádiz la Diputación Provincial de Zamora, siendo su primer presidente José Pintón y Lorenzana. De igual forma el norte de la provincia se ve inmersa en una terrible persecución que involucra a cincuenta mil soldados de infantería entre tropas francesas (lideradas por el mismo Napoleón Bonaparte) e inglesas (lideradas por el general John Moore) en lo que se denomina la Carrera de Benavente. Las tropas inglesas alertadas por la gran masa de soldados y caballería que se acerca desde Madrid, deciden retirarse a toda velocidad a La Coruña pasando por el río Esla y volando el puente de Castrogonzalo. La carrera finaliza en la batalla de Elviña al pie de la capital coruñesa con la muerte del general John Moore.
Las últimas décadas del siglo XVII forman un periodo crítico para los territorios zamoranos, llegando a ser comparado como uno de los peores de su historia moderna. La marginación de las principales vías de comunicación, el comercio precario, plagas y enfermedades, la guerra de sucesión. Todo esto desembocó en un estacionamiento en el crecimiento poblacional desde 1693 hasta 1713.

### Reinado de Isabel II
El 15 de diciembre de 1833 se proclama en la Plaza Mayor como reina a Isabel II. Ese mismo año los partidarios de Carlos María Isidro de Borbón y los liberales que apoyaban a la reina Isabel II (oración incompleta!). En 1833 se produce la primera Guerra Carlista y la provincia de nuevo es lugar de paso a ejércitos de la contienda. En 1835 entra en Zamora una división portuguesa de siete mil efectivos al mando del barón das Antas para apoyar a los liberales. Las tropas carlistas comandadas por Miguel Gómez Damas habían llegado hasta Palencia. Finalmente no se confrontaron.
El 18 de agosto de 1835 en una procesión solemne se traslada la Cruz de la Carne desde San Benito a la Iglesia de la Catedral, lugar en el reside hasta la actualidad.

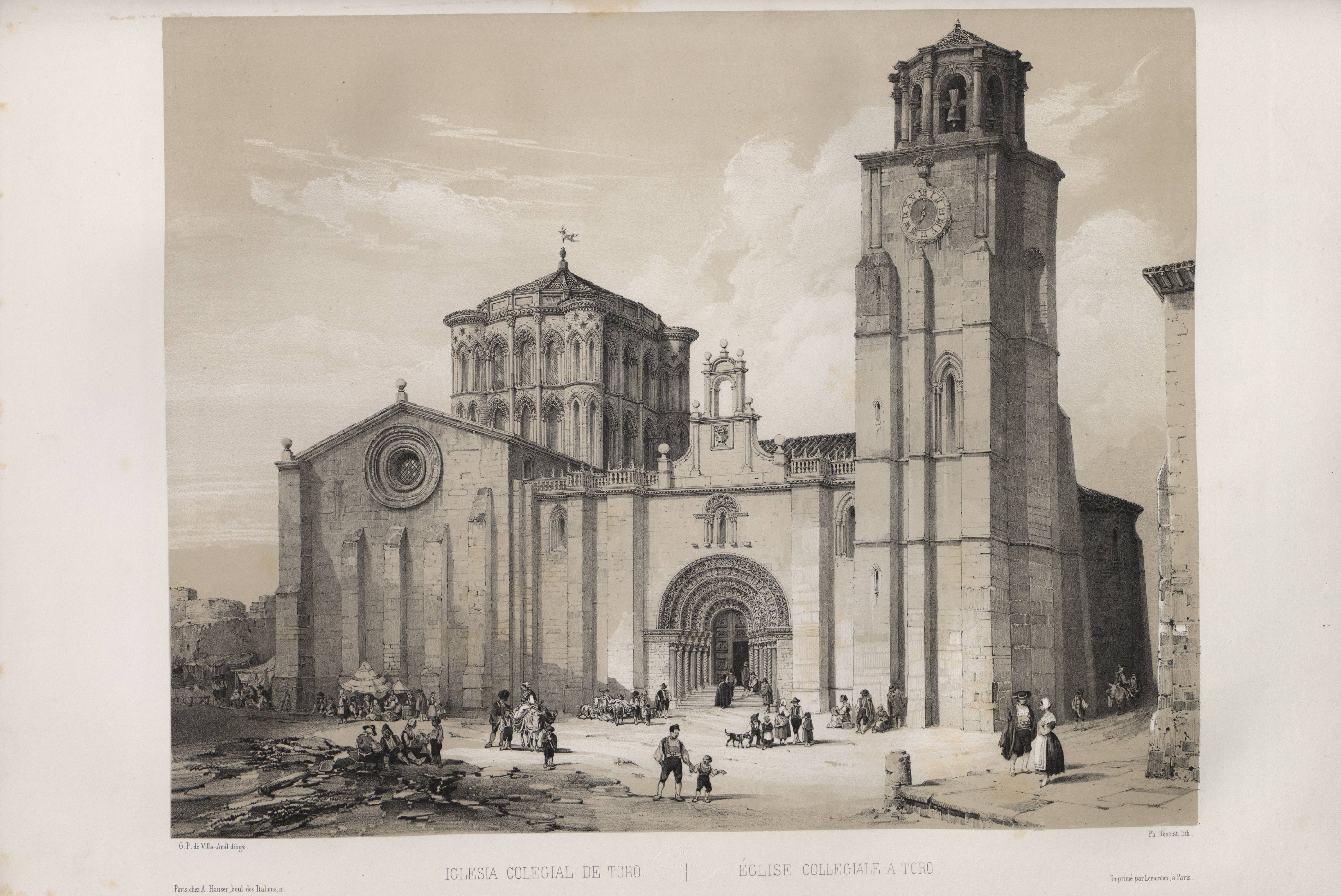
Colegiata de Toro en España artística y monumental (1844)

La desamortización de Mendizabal hace desaparecer algunos monasterios e iglesias en la provincia. Debido a la influencia de los gobiernos liberales se crea una Escuela Normal en Zamora dedicada a la formación de los profesores de primaria de la provincia. la primera Escuela Normal de Maestros se crea en Madrid el 8 de marzo de 1839: Seminario Central de Maestros del Reino, siendo su primer director el pedagogo zamorano Pablo Montesino (con el apoyo político de Gil de Zárate). En 1841 se pone al frente de la primera Escuela Normal en Zamora Matías Tundidor, uno de los primeros exalumnos en Madrid del Seminario Central.

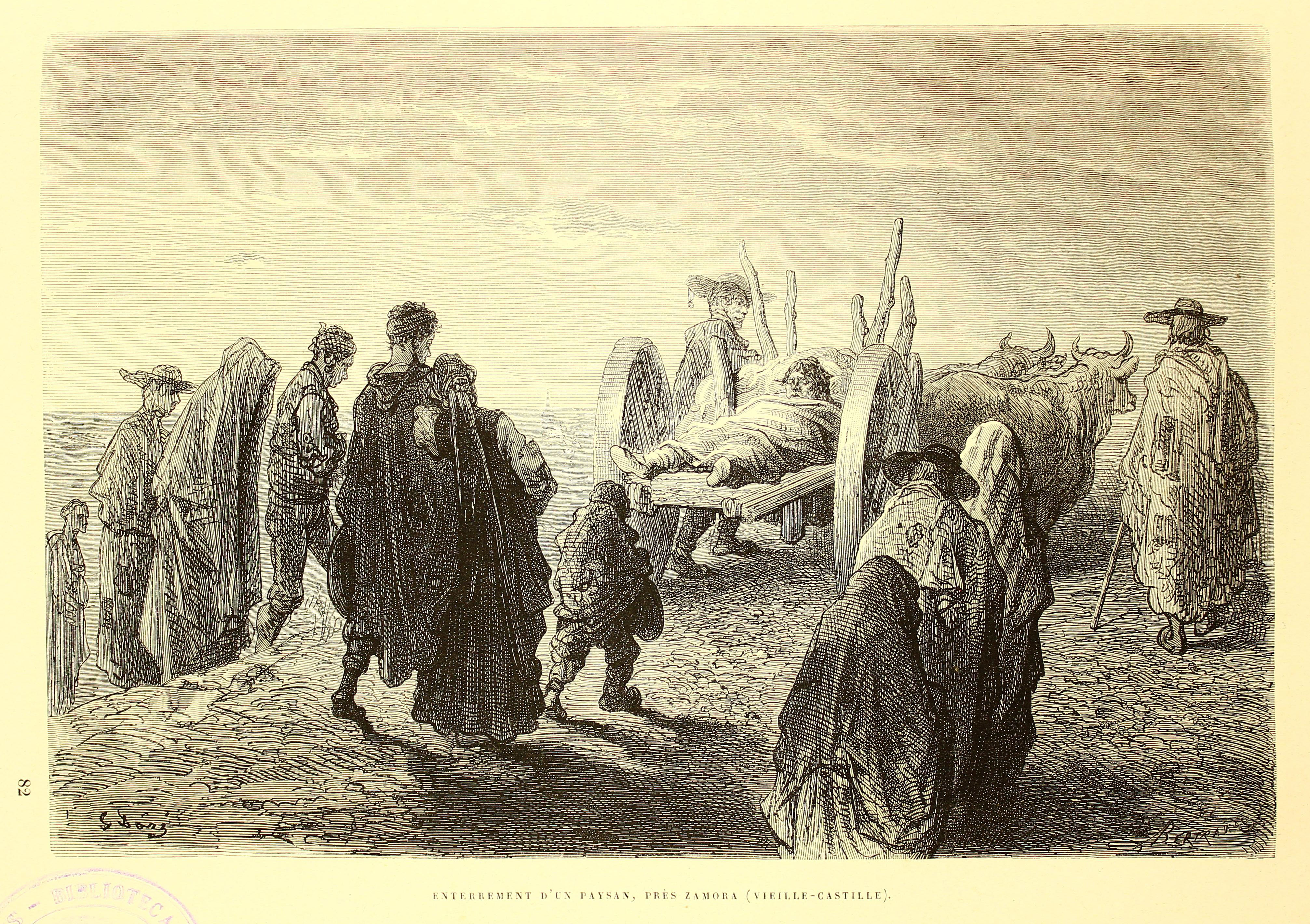
Entierro de un campesino cerca de Zamora (L'Espagne, 1874)

En la década de 1850 se inicia la construcción de las carreteras de Valladolid y a Galicia. Llega el ferrocarril a la provincia, inaugurándose la Estación del Ferrocarril de Zamora el 20 de marzo de 1864, al mismo tiempo que la Línea Medina del Campo-Zamora, perteneciente a la Compañía Medina-Zamora-Orense-Vigo (MZOV). El tramo de vía inaugurado se pretendía que fuera el primer tramo del ferrocarril directo a Galicia. Justo cuando entra en el gobierno, por segunda vez el toresano Claudio Moyano (impulsor anteriormente de la ley que lleva su nombre) ... (Oración incompleta!). A finales del siglo XIX se dota a la ciudad de corriente eléctrica. Se construye en Zamora la plaza de Toros. La provincia es asolada durante este periodo con la pandemias de cólera que causa un par de millares de muertos.
El periódico denominado el Correo de Zamora tuvo su primera tirada el 1 de febrero de 1887, por lo que es uno de los periódicos más antiguos de la provincia de Zamora. Su origen fue una iniciativa del Círculo Tradicionalista de Zamora, que con su lanzamiento pretendió crear una nueva publicación que diera réplica a otros diarios existentes en su ámbito. Su primer número costó cinco céntimos de peseta, y durante un tiempo compartió cabeceras con El Heraldo y el Imperio, a los que finalmente terminó absorbiendo. Un cierto recuerdo de lo que fue la provincia comienza a retratarse en una publicación de la época titulada: Zamora Ilustrada que inicia andadura en 1881. En la década de 1870 se produce en España una plaga de filoxera que ataca a los viñedos de la provincia causando una fuerte disminución en la producción vitivinícola de la provincia. Sus efectos devastadores, junto con la difícil erradicación, mantuvieron "en jaque" la economía de ciertas zonas vitivinícolas españolas hasta comienzos del siglo XX.

## La provincia de Zamora en elsigloXX
Se consolida la provincia como un centro de producción agrícola (fundamentada en la recogida del trigo y de la uva) y ganadero. Con un escaso desarrollo agrario una excesiva parcelación de las tierras de cultivo. Las producciones agrícolas se dedicaban al consumo propio, a la alimentación del ganado mular y de cerda, así como a la venta en los mercados locales, logrando una economía de supervivencia y poder pagar las rentas de las fincas. Con relaciones económicas fundamentadas en las actividades comerciales tradicionales. Una provincia sin industrias, con una economía agraria arcaica y una red de comunicaciones subordinada dentro del sistema radial centralizado en Madrid. Zamora se convierte en una zona periférica de la economía nacional, subordinada por completo a los intereses de otras comunidades más desarrolladas, cuya función es la de ser proveedora de alimentos, de mano de obra y de energía barata. Se inicia la construcción de infraestructuras como el canal de San José y de Toro-Zamora a orillas del Duero, así como el canal del Esla. Se crea la Confederación Hidrográfica del Duero formando parte de un área superior a la de la misma provincia, dentro de la confederación se inicia la construcción de los Saltos del Duero. En el área de la obra civil se abordan obras de gran relevancia como el viaducto Martín Gil situado sobre el embalse de Ricobayo (río Esla), otras obras de similar envergadura se habían iniciado a comienzos de siglo como fue el puente de Requejo.
La provincia de Zamora inicia un despegue económico a comienzos del siglo XX con la ubicación de nuevas empresas del sector harinero, un ejemplo es la popularidad de la fábrica de harinas Bobo (obra neomudéjar del arquitecto Segundo Viloria Escarda) promotora de la marca Harina Mezcla Tradicional Zamorana junto con la fábrica de Rubio, y el tendido de las líneas ferroviarias Astorga-Salamanca y Zamora-Medina del Campo. Esta etapa dorada de la provincia cuenta con el apoyo del Senado, y concretamente de la figura de Federico Requejo Avedillo, que entre 1854 y 1914 apoya políticamente desde Madrid las iniciativas de inversión en la provincia. La aparición de una burguesía de provincias que promueve el desarrollo urbanístico, impulsa la economía local. Surge el interés popular por la historia de la provincia, y se muestra con la primera edición que del fuero de Zamora hicieron en 1916 los investigadores Américo Castro y Federico de Onís. La segunda actividad industrial de la provincia se consolida en la producción y comercialización del vino. Es decir que son industrias que dependen de la producción agrícola del cereal y de la uva. El resto son pequeños negocios como fábricas de electricidad (con El Porvenir de Zamora de Federico Cantero Villamil a la cabeza) y algunas otras como queserías, maderas, chocolate, textiles, ladrillos, etc. La crisis agraria comenzaba a mostrar revueltas en algunos de los pueblos de la provincia. La dictadura de Primo de Rivera impuso una paz social superficial que tendría eco posteriormente. Comienzan los movimientos asociativos entre los agricultores que con la llegada de la II República se verá incrementada, un ejemplo es la creación de la Federación Nacional de Trabajadores de la Tierra. En 1910 la provincia alcanza casi los 290 mil habitantes.
La ciudad de Zamora, que había recibido años antes la visita del rey Alfonso XII en 1877, hace cambiar la denominación de la céntrica "Plazuela de la Hierba" por la del político Cánovas del Castillo. Dicha plaza comienza el siglo XX con un cambio importante. En 1903 coloca en dicha plaza una obra del escultor zamorano Eduardo Barrón González en honor a Viriato. Dicha colocación escultórica establece un nuevo nombre para la plaza, así como una imagen característica e icono de la ciudad. El Museo Provincial de Zamora es inaugurado de manera simbólica por Alfonso XII en 1877, pero su apertura real no se produce hasta 1911, en la desaparecida iglesia del convento de las Marinas. En la década de 1980 se elige para su nueva sede el Palacio del Cordón, próximo al río Duero.

### República y modernismo

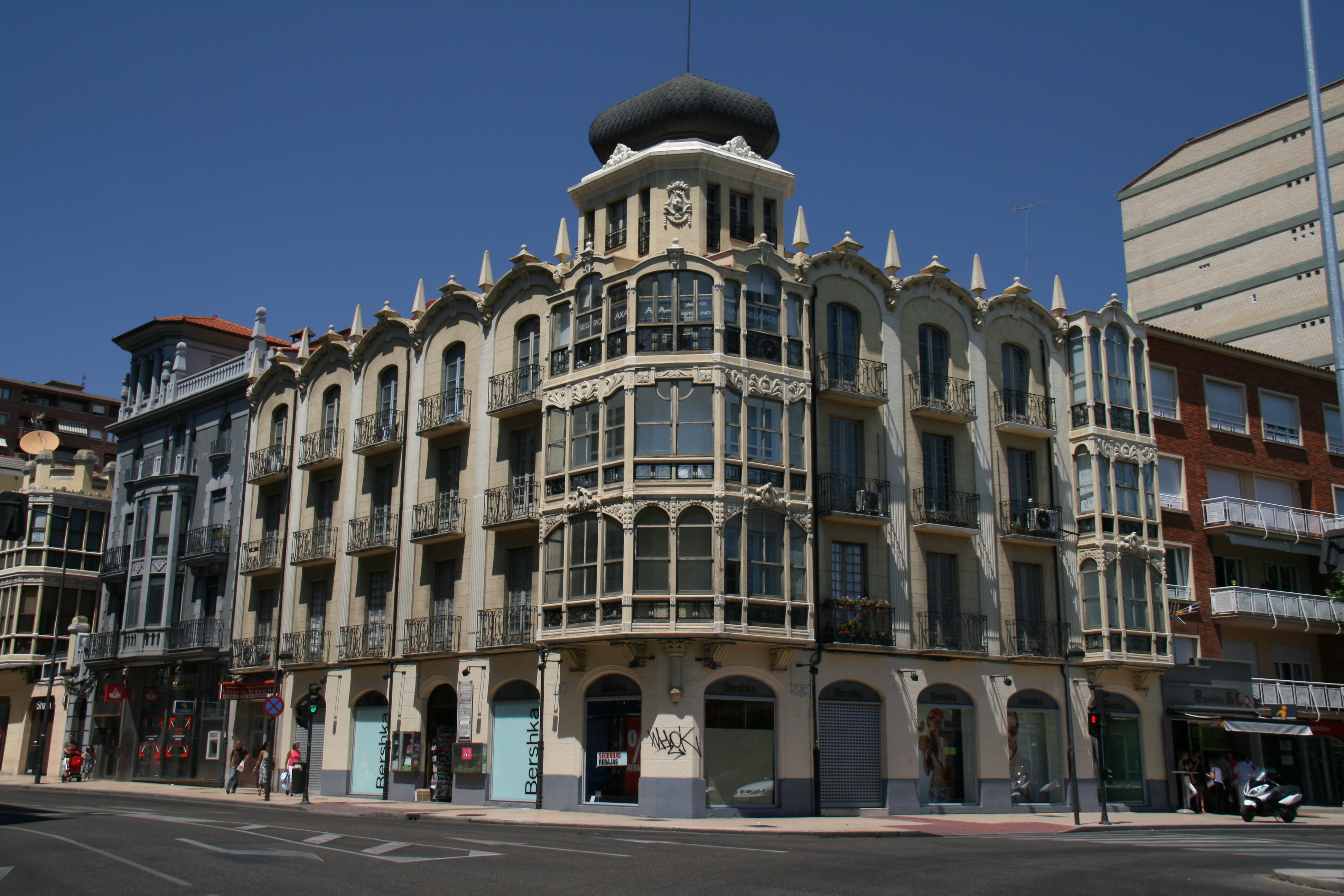
Edificio de viviendas B. Pinilla (1927) en Zamora. Diseño modernista de Antonio García Sánchez-Blanco.

La llegada de la II República abre una posibilidad de introducir y mejorar las infraestructuras industriales en la provincia. El establecimiento de una clase social burguesa abre la posibilidad de construir nuevos edificios en las ciudades más importantes. En este apartado hay que destacar la labor del arquitecto barcelonés Francisco Ferriol (que había sido discípulo de Domènech i Montaner), autor de obras como el Teatro Ramos Carrión, el edificio Aguiar, en la plaza del Mercado, el bloque de viviendas Ufano (entre el Mercado de Abastos y la calle Traviesa), y el antiguo Laboratorio Municipal. Introductor de la corriente en Zamora, influyó asimismo en otros arquitectos coetáneos que trabajaban en la ciudad, entre los que destaca Gregorio Pérez-Arribas autor del Edificio de Caja España-Duero. La proliferación de edificios modernistas en Zamora ha hecho que sea incluida en la Ruta Europea del Modernismo en pleno siglo XXI. Se cataloga, se reproduce en cuadros y fotografías, parte del patrimonio de la provincia. En esta labor la Escuela de Cerámica Francisco Alcántara realiza un viaje en el verano de 1929 que cataloga las costumbres y la indumentaria de los campesinos de la provincia.
La economía de la provincia posee en el siglo XX una producción fundamentada en dos productos: uva y trigo. La crisis agraria que asolaba España a finales del siglo XIX y comienzos del siglo XX tuvo también sus repercusión en la provincia. Esta situación produjo enfrentamientos en los pueblos de los diversos términos, huelgas (como la acaecida por los segadores de Tagarabuena en 1911) y enfrentamientos con la Guardia civil. Un sistema de propiedad agraria en el predomina el pequeño y mediano propietario en una microparcelación excesiva, en el que se emplea un sistema de barbecho de rotación trienal. La parte de los obreros de la provincia se encontraban contratados en la línea ferroviaria Zamora-La Coruña y en la construcción de los Saltos del Duero. Los obreros de la línea ferroviaria hicieron diversas huelgas, una de los periodos más conflictivos es 1931-1932. Aunque cabe mencionar que muchos de esos trabajadores eran foráneos. En las obras intensas de los Saltos del Duero se produjeron huelgas reivindicando horas de trabajo y cuestiones salariales. La situación a este respecto fue tal, que en 1933 la provincia de Zamora era la más conflictiva de la región leonesa, desde el punto de vista laboral. La situación cambió en un año, de tal forma que la aprobación de leyes agrarias fue calmando los ánimos. La construcción entre 1930 y 1934 del embalse del Esla, en Ricobayo en lo que supone un ambicioso proyecto, supuso por el contrario el anegamiento de algunos elementos del patrimonio cultural de la provincia.
Durante la II República se realizaron tres elecciones legislativas (1931, 1933 y 1936). La victoria electoral siempre fue para los partidos de derecha en las urnas zamoranas. Tras el resultado de las elecciones generales del 36 se produjeron huelgas y manifestaciones. La violencia social y los pistoleros hacen que se produzcan escenas de violencia y asesinatos políticos en diversos lugares de la provincia. Provocando situaciones de inestabilidad. Como respuesta, el gobernador civil prohibió todas las manifestaciones públicas en la capital. La victoria electoral de las fuerzas conservadoras en 1936, mostraba igualmente una reducción electoral de las distancias, facilitada por la unión de fuerzas en los partidos republicanos y proletarios. Cabe destacar en este tiempo la creación del denominado Archivo Histórico Provincial de Zamora, referente de los estudios históricos de la provincia.

### Guerra Civil
El pronunciamiento del 17 y 18 de julio de 1936 contra el gobierno de la República tuvo éxito en los cuarteles militares de la provincia, de esta forma el territorio de la provincia fue partidario de los generales sublevados. La guarnición militar de Zamora se encontraba adscrita a la 7.ª División Orgánica, con cuartel general en Valladolid. Su posición geo-estratégica y la evolución de la contienda hicieron que no hubiera combates relevantes durante el periodo 1936-1939 quedando en todo momento bajo el denominado bando franquista. La provincia se convirtió en una zona de retaguardia. Tras los días de alzamiento ciertos momentos de incertidumbre cuando el tren de los mineros asturianos llegó hasta Benavente, desde donde regresó a Asturias, pero la única resistencia armada corrió a cargo de los obreros del tendido ferroviario de la línea Orense-Zamora que se concentraban en Requejo organizados muchos en el sindicato anarquista CNT. En Zamora capital resistencia armada y organizada al alzamiento de los militares sublevados en julio de 1936. El día 19 de julio Zamora decretó el Estado de Guerra en un bando firmado por José Íscar Moreno que figura como comandante militar de Zamora. El día 21, el nuevo gobernador civil, Raimundo Hernández Comes, exige la entrega de armas y explosivos en un plazo de 24 de horas. Se militariza la vida civil y se producen cambios sociales. La provincia de Zamora fue una de las primeras en cambiar el nomenclátor en 1936. La retaguardia adquirió relevancia estratégica, como zona de suministros de recursos materiales y humanos.
Al estar la provincia en la retaguardia del bando nacionalista y relativamente alejada de los combates, las actividades de propaganda y de reagrupamiento ideológico eran frecuentes. Se establece una emisora de radio: Radio Zamora, el Frente de Juventudes de Toro se dedicó a hacer excursiones y enseñar a desfilar, se introduce en el sistema educativo valores falangistas y del nacional-catolicismo. La vigilancia de la moralidad pública cobró mucha importancia y el clero fue partícipe de la represión de la primera etapa, a partir de 1937, era obligatorio que los párrocos expidieran certificados de conducta de sus feligreses. Se crea con idéntico motivo una Guardia Cívica que se caracteriza por llevar una banda en uno de sus brazos, al mando de la misma se encontraba el capitán de infantería Agustín Martín. Se recolectaba chatarra para el frente y las colectas eran anunciadas por la prensa zamorana. Asociaciones femeninas promueven la recogida de ropa. Con objeto de obtener financiación se impone el denominado subsidio al combatiente, creado el 8 de enero de 1937. Se trataba de un impuesto que gravaba el consumo de artículos que se consideraban de lujo, o al menos poco necesarios: entradas en espectáculos públicos, tabaco, consumiciones en los bares, etc. Se instauró el impuesto de plato único, que comenzó a imponerse el 30 de octubre de 1936. Los días de plato único eran el 1 y el 15 de cada mes, con este impuesto se pretendía sostener comedores de asistencia social, jardines de infancia, orfanatos e instituciones análogas. Surge una cultura de estraperlo que movía productos desde la raya de Portugal (frontera) hasta el interior. Con el objeto de controlar la producción de trigo se crea en el bando nacional el Servicio Nacional del Trigo cuyo objeto era el de comprar el trigo a un precio oficial.

### Postguerra y Franquismo

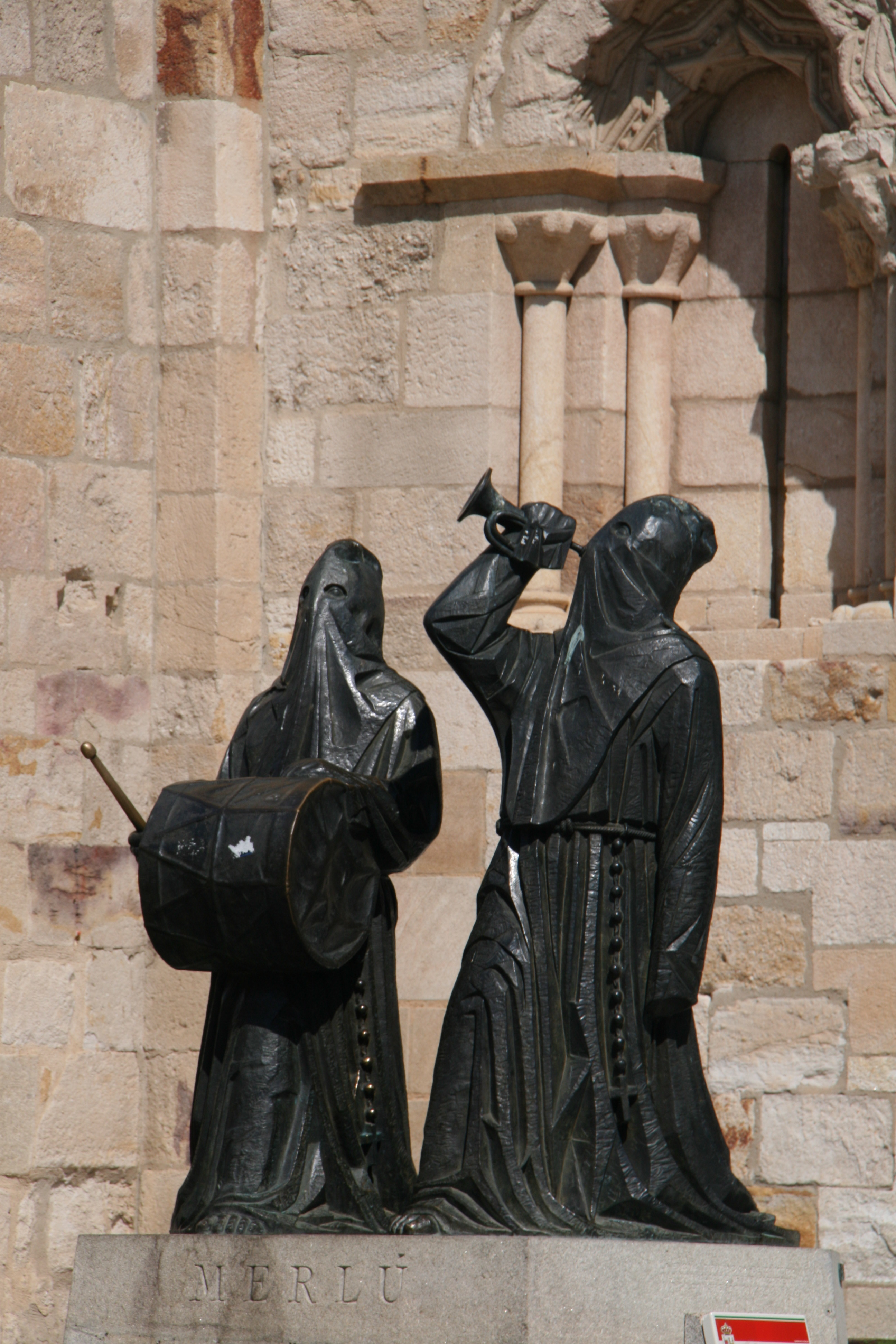
Monumento al Merlú. Ubicado en una esquina de iglesia de San Juan Bautista de la ciudad de Zamora.

Tras la Guerra Civil se intensifica la ocupación del ensanche de la ciudad de Zamora. Se continúa con la construcción, ya iniciada antes de la Guerra Civil, de las represas y de los Saltos del Duero lo que proporciona varias centrales hidroeléctricas a lo largo de la provincia en el Esla-Duero. En los años cincuenta se dota a la capital con servicios como el nuevo Hospital, la Universidad Laboral y la Nueva Estación de Ferrocarril. El día 9 de enero de 1959 se produce en el norte de la provincia la rotura de la presa de Vega de Tera que se denominó catástrofe de Ribadelago. La rotura inundó y arrasó el pueblo sanabrés de Ribadelago; causando la muerte a 144 de sus habitantes y convirtiéndose así en una tragedia en España de gran proporción en cuanto a número de víctimas mortales por la rotura de un embalse hasta la actualidad. El desastre generó un importante movimiento solidario de apoyo a las víctimas a nivel nacional e internacional. Se procede a reforestar de pino silvestre (Pinus sylvestris) los montes del norte de la provincia (sierra de la Culebra), la responsable de esta tarea es ICONA un organismo estatal encargado de la vigilancia de montes cobra importancia en los medios rurales. En 1952 se crea en la ciudad de Zamora la Universidad Laboral (Escuelas Profesionales José Antonio Girón).
En la década de los años cincuenta comienza un lento declive económico de la provincia, al mismo tiempo que la población alcanza su máximo en la provincia superando las 300 000 personas censadas. Debido a la ausencia de desarrollo industrial la población más joven va emigrando desde los entornos rurales a otras capitales en busca de empleo. El número de habitantes comienza a decrecer en la provincia, a pesar de aumentar en una proporción menor en la capital. El 15 de febrero de 1955 se inaugura el Hospital Virgen de la Concha en las afueras de la ciudad de Zamora. Se produce igualmente un fenómeno de emigración estacional con el objetivo de vendimiar en el sur de Francia durante los meses otoñales. De la misma forma va creciendo la inmigración a diversas zonas de Europa y América. En 1989 se celebra el Primer Congreso de Historia de Zamora. El declive poblacional y económico de la provincia continúa hasta la última década del siglo XX. Tras la muerte del dictador Francisco Franco, surgieron en la provincia organizaciones regionalistas, autonomistas y nacionalistas procedentes del regionalismo castellano y leonés como Alianza Regional de Castilla y León (1975), Instituto Regional de Castilla y León (1976) o PANCAL (1977). Posteriormente tras la extinción de estas formaciones surgió en 1993 Unidad Regionalista de Castilla y León. El casco antiguo de la ciudad de Zamora recibe la calificación de Conjunto Histórico-Artístico desde 1973. Se reconoce en la producción vitivinícola de la Denominación de Origen Toro en los años ochenta.

### Periodo de Transición y Democracia
En 1983 se constituye la comunidad autónoma española de Castilla y León siendo una de las de mayor extensión. La provincia de Zamora se inserta en la comunidad junto con otras ocho provincias. El fin de la República, a principios de 1874, dio al traste con esta iniciativa. La división de la provincia en seis comarcas queda establecida y demarcada. Durante el otoño de 1968 se celebraron varias reuniones en la ciudad de Zamora, impulsadas tanto por la Federación de Fútbol de Valladolid como por el entonces gobernador civil de la provincia, Manuel Hernández Sánchez con el objeto de poner en marcha un club en la capital que llenara el hueco que había dejado el desaparecido Atlético Zamora (1943-1964). Finalmente, el 23 de octubre de 1968 se constituye oficialmente el Zamora Club de Fútbol, aunque no será hasta el 7 de noviembre cuando el club se inscriba en la Federación.
Aparece en España un nuevo fenómeno denominado turismo. Se multiplican las publicaciones con carácter informativo de la provincia, una de las primeras con orientación turística se escribe en 1960. Surgen periódicos como La Opinión de Zamora que tiene su primera tirada en 1990 con el fin de dar un nuevo aire a la información surgida en la ciudad de Zamora y su provincia. Años después, ya en 1993 se funde en La Opinión-El Correo de Zamora. A mediados del siglo XIX había una amplia oferta de periódicos, algunos de ellos de pequeña tirada: La Región en Benavente, el Heraldo de Zamora en la capital, El Amigo del Pueblo en Toro, el Ideal Coresino en Coreses. Poco a poco va estableciéndose una adaptación de la industria del vino en algunas regiones zamoranas. Existe una tierra del vino y concretamente destaca la región de Toro, que a mediados de los años setenta se concede la Denominación de Origen de vinos, previa a la consecución de 1a Denominación de Origen definitiva el 29 de mayo de 1987. El queso zamorano obtiene en 1992 la denominación de origen. En 1995, tras la operación de desembalse se renovó la investigación histórica de la zona.

## Provincia en elsigloXXI
La evolución social de la provincia se dirige, desde mediados del siglo XX, a un progresivo despoblamiento de sus entornos rurales. Proceso iniciado ya desde los años cincuenta y que se prolonga hasta entrado el siglo XXI dando lugar a una de las provincias con menor densidad poblacional de España. Durante el siglo XX el máximo número de población se produce en 1950, y a partir de ahí los índices de población van disminuyendo progresivamente. En pleno siglo XXI los habitantes de la provincia suponen ser menos del uno por ciento de la población de España, con un número creciente de pueblos deshabitados. La despoblación es debido a un fuerte proceso emigratorio patente a comienzos del siglo XX, siendo el principal responsable de las pérdidas demográficas más que la ausencia de crecimiento vegetativo de la población. Se trata de un proceso muy similar al que ocurre con otras zonas rurales del interior en la península ibérica. La evolución de la provincia avanza poco a poco desde una cultura agrícola tradicional hasta un conjunto de servicios englobados en el turismo rural pudiendo ofrecer a los visitantes tanto su cultura culinaria local como la posibilidad de disfrutar de la arquitectura. En 2002 se reúnen los centros hospitalarios y asistenciales y se crea el Complejo Asistencial de Zamora que proporciona servicicio asistencial a toda la provincia.
En el terreno de las inversiones en comunicaciones, ya en el año 2008 dieron comienzo las obras de construcción de la línea de alta velocidad, en su tramo Olmedo-Zamora, dentro de la línea Madrid-Galicia, con doble vía electrificada y ancho internacional. Para 2015 está comprometida la conexión de Madrid con Zamora, con un tiempo de viaje estimado en algo más de una hora, mientras que en un futuro más lejano entrará en servicio una segunda estación en la provincia, la de Puebla de Sanabria.
Cercano ya el bicentenario de la conformación de la provincia de Zamora, sus fronteras siguen aún en litigio en un pequeño territorio limítrofe con la provincia de Orense y Portugal. Se trata de un espacio del que dependen cuatro fronteras: la intermunicipal entre Hermisende y La Mezquita, la interprovincial entre Orense y Zamora, la intercomunitaria entre Galicia y Castilla y León e incluso la internacional entre España y Portugal. Este paraje, de poco más 1,8 km, se encuentra situado entre el cerro de Las Lagunas y la frontera con Portugal. La línea de delimitación entre las provincias de Orense y Zamora la realizan los mojones 349 y 350 que, a pesar de su existencia, no son reconocidos por el ayuntamiento de La Mezquita. Además, la pertenencia de este territorio a la provincia de Zamora se encuentra documentada en un plano topográfico que data de principios del siglo XX y que fue realizado por el Instituto Geográfico Nacional.

## Biografía
- Fulgosio, Fernando (1869).  Rubio, Grillo y Vittruri, ed. Crónica de la provincia de Zamora. Madrid.